# Loiré
Ne doit pas être confondu avec Loire (Rhône), Loire (fleuve), Loiret ou Loir.
Pour les articles homonymes, voir Loire (homonymie).
Loiré est une commune française située dans le département de Maine-et-Loire, en région Pays de la Loire.
Loiré est une commune rurale du Haut-Anjou, peuplée de 879 habitants en 2014. La commune s'étend sur 3 373 hectares ; elle compte un village et de nombreux hameaux. Loiré est traversée par la rivière l'Argos, et elle se trouve sur l'axe entre Nantes et Laval puis Alençon, entre les petites villes de Candé et Segré. L'économie de la commune est principalement tournée vers l'agriculture, et notamment la production de pommes et l'élevage bovin.
Le village de Loiré remonte probablement à une villa gallo-romaine qui a perduré jusqu'à l'époque carolingienne. Un concile réunissant les évêques de l'Ouest de la France s'y serait tenu sous Charlemagne. Après l'an mil, une seigneurie de Loiré se développe, avec pour chef-lieu la Motte-Cesbron, tandis qu'un prieuré est fondé à la Roche-d'Iré.
La paroisse de Loiré fut durement touchée par les affrontements entre Ligueurs et partisans du roi lors des Guerres de religion. Sous la Révolution, la commune devint un important repère royaliste. La population s'engagea massivement dans la Chouannerie. Un fonctionnaire de l'époque écrit d'ailleurs à propos de la commune : « Qui dit Loiré, dit la Vendée. » La commune s'est illustrée au XIXe siècle en étant un foyer de progrès agronomique, sous l'impulsion de propriétaires terriens. La commune conserve un patrimoine architectural conséquent, avec plusieurs châteaux et manoirs ainsi que des petites chapelles.

## Géographie

### Situation

Loiré (en rouge) en Maine-et-Loire, avec son intercommunalité (orange) et le bassin de vie de Candé (bleu).

Loiré est située dans la partie nord-ouest du département de Maine-et-Loire, à mi-chemin entre Candé et Segré et entre Pouancé et Angers. Loiré est historiquement et culturellement située dans l'Anjou, et plus précisément dans le Haut-Anjou. La commune est voisine de la Bretagne historique, puisqu'elle est non loin de la limite de la Loire-Atlantique. Loiré se trouve à 8 km au nord de Candé, 14 km au sud de Segré, à 47 km au nord-ouest d'Angers, à 65 km au sud de Laval et à 70 km au nord-est de Nantes. La commune est isolée des grands pôles urbains ; elle se trouve dans le bassin de vie de Candé, qui regroupe cinq autres communes, et appartient au bassin d'emploi de Segré.
Les communes limitrophes sont Challain-la-Potherie, Ombrée d'Anjou sur quelques mètres (ancienne commune du Tremblay), Segré-en-Anjou Bleu (anciennes communes du Bourg-d'Iré et de Sainte-Gemmes-d'Andigné), Chazé-sur-Argos et Angrie. Toutes ces communes sont situées en Maine-et-Loire.
| Ombrée d'Anjou       | Segré-en-Anjou Bleu |                 |
| Challain-la-Potherie | de Loiré            | Chazé-sur-Argos |
|                      | Angrie              |                 |

### Géologie et relief

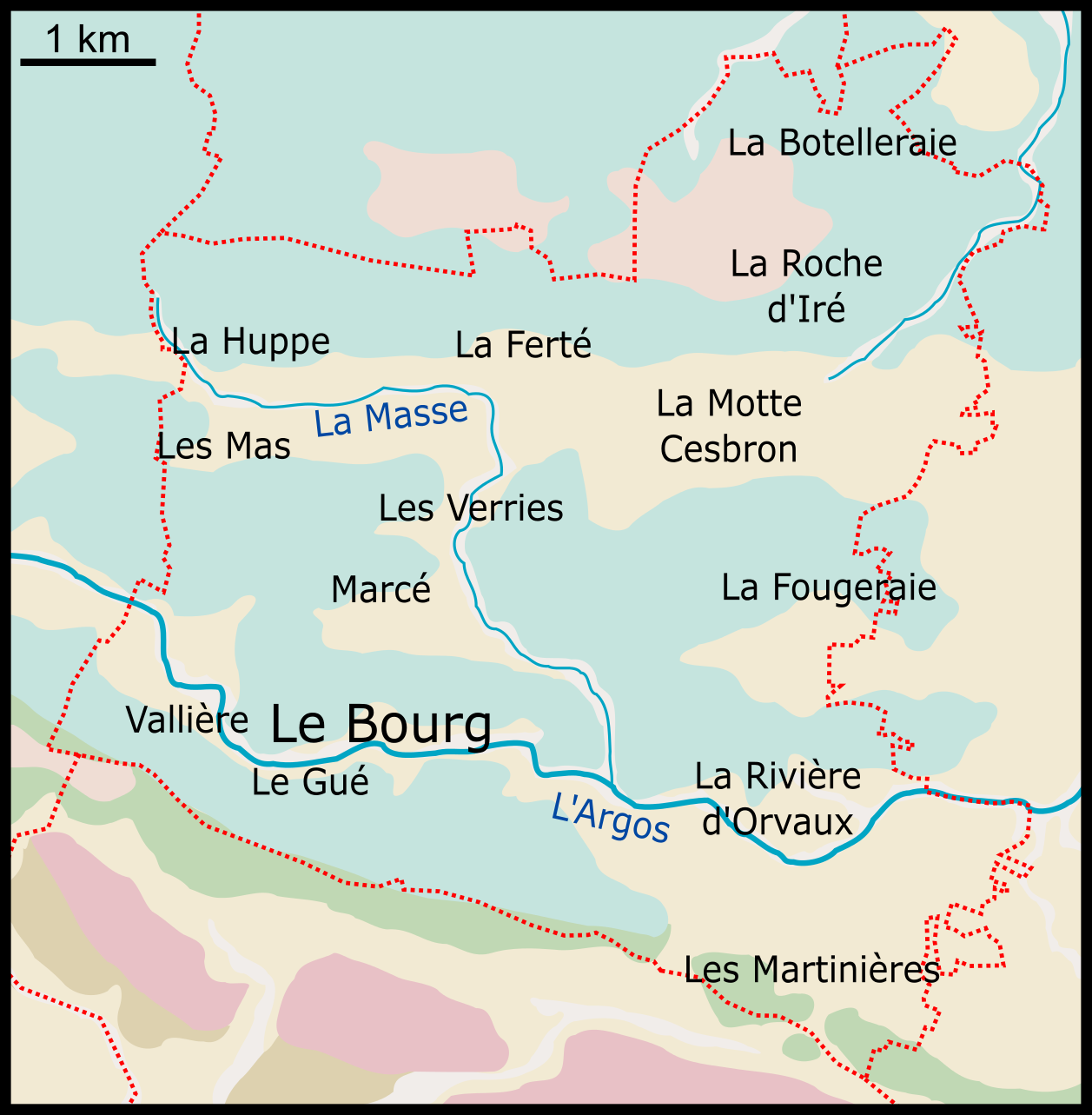
Carte du sous-sol de Loiré. Formations visibles sur la commune :
Quartzites, siltites et grès du Briovérien
Résidus d'altérites et colluvions limoneuses
Altérites supposées paléogènes
Grès armoricain
Alluvions et réseau hydrographique

La superficie de la commune est de 33,73 km2 ; son altitude varie de 32  à   90 mètres.
La commune se trouve sur le Massif armoricain, ensemble montagneux très ancien et très érodé, qui s'étend du Finistère au bassin parisien. Ce massif est composé de plusieurs unités géologiques parallèles, qui s'étendent sur des axes nord-ouest/sud-est. La commune est presque entièrement située sur le grand domaine de Bretagne centrale, datant du Briovérien. Il est composé de grès, de silts et de quartzites formant des alternances. Ces sédiments briovériens résultent de l'érosion du massif armoricain. Ce domaine s'étire du Finistère à l'Anjou, et la ville de Rennes se trouve également sur ce même domaine. Les roches forment des paysages faiblement vallonnés, et qui correspondent au bassin versant de l'Argos. Dans ce domaine, le réseau hydrographique est peu tributaire des structures hercyniennes. Les zones de plus faible altitude sont couvertes de formations résiduelles d'altérites et de colluvions limoneuses des versants tandis que les bords de l'Argos comprennent des sables rouges et des cailloutis du Pliocène. Les hauteurs, notamment autour de la Roche d'Iré, présentent des recouvrements argileux faits d'altérites, supposées paléogènes.
L'extrême sud de la commune, au-delà de l'Argos, se trouve sur le domaine de Saint-Julien-de-Vouvantes. D'âge paléozoïque, ce domaine forme une ligne de crête bien visible, dominant le reste du paysage d'une trentaine de mètres. La limite communale suit cette crête, qui isole Loiré de la commune d'Angrie. Ce domaine comprend surtout des grès de l'Arénig. La limite sud de la commune comprend les altitudes les plus élevées, notamment sur la partie ouest, autour du bois de Vallière où la commune culmine à 90 mètres. La ligne de crête s'affaisse vers l'est pour descendre à environ 74 mètres. En contrebas, la vallée de l'Argos comprend les altitudes les plus basses de la commune (43-32 mètres). Au nord, le territoire possède un relief plus hétérogène, alternant des zones planes et des collines plus ou moins prononcées, dont l'altitude atteint 72 mètres à la Roche d'Iré, 87 mètres vers la Martinaie ou 66 mètres à Piedemanche. Au centre du territoire, la vallée du ruisseau de la Masse forme une dépression descendant à 56-42 mètres.

### Hydrographie

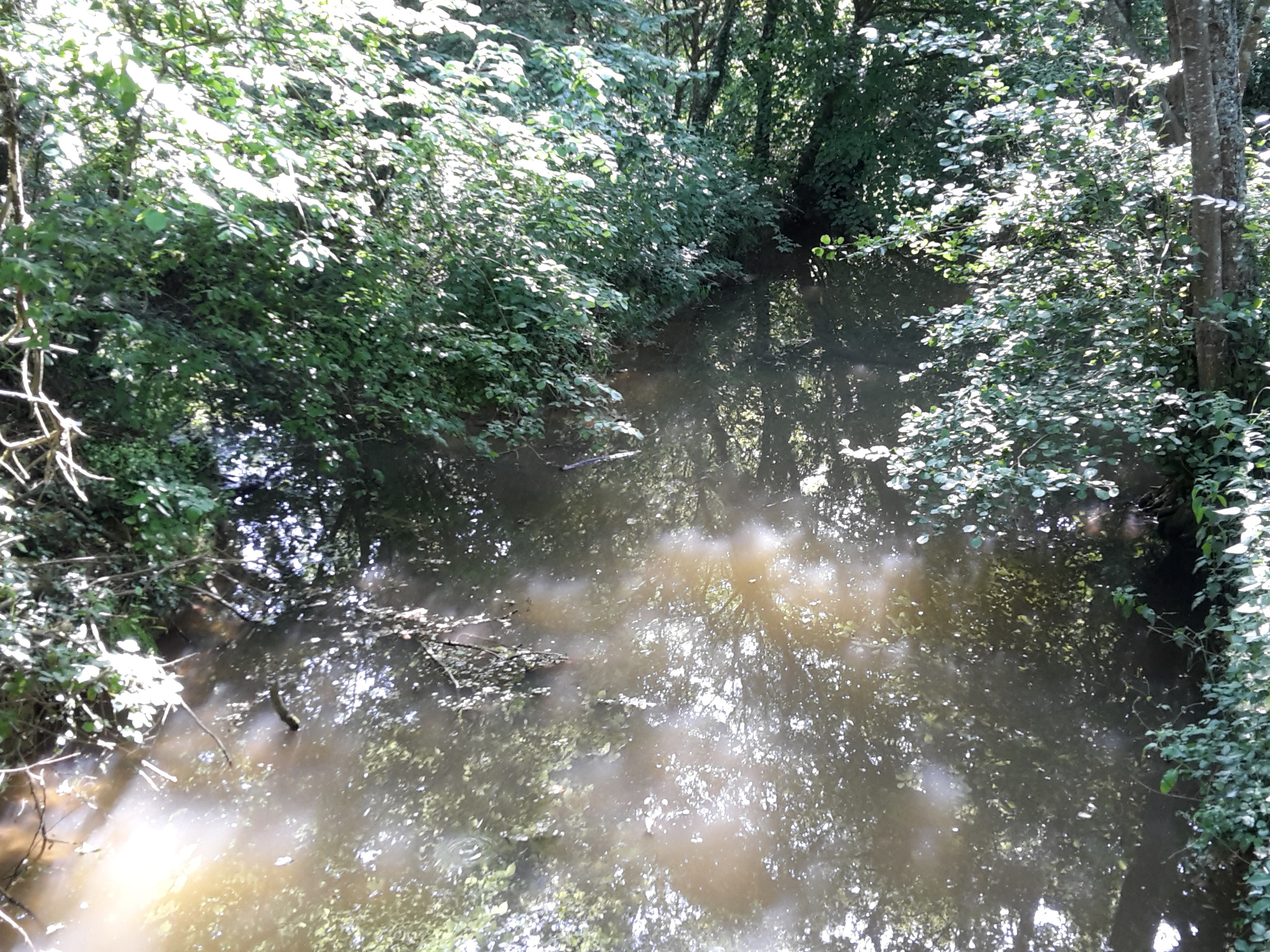
L'Argos près du bourg.

Loiré est entièrement située sur le bassin versant de la Loire. Pratiquement tout le territoire communal est drainé par l'Argos, qui prend sa source dans la commune voisine de Challain-la-Potherie et qui se jette dans l'Oudon à Segré. L'Oudon, long de 30 km, est lui-même affluent de la Mayenne, affluent de la Loire via la Maine. L'Argos coule l'ouest en est, parallèlement à la limite sud de la commune. Il longe le bourg par le sud. L'Argos possède un affluent à Loiré, le ruisseau de la Masse, long de 7 km. Il prend sa source à l'extrême nord-ouest de la commune, puis la traverse du nord au sud pour se jeter dans l'Argos après le bourg. Deux petits ruisseaux, dont celui de Champiré, ont leur source autour de la Roche d'Iré. Ils se jettent dans la Verzée à Sainte-Gemmes-d'Andigné.
L'Argos est un cours d'eau assez artificialisé, avec un lit et des berges uniformisés, et une végétation de bordure en partie absente. Cette situation résulte des recalibrages effectués dans les années 1970. Les eaux de l'Argos, utilisées pour l'abreuvage, sont de qualité médiocre en ce qui concerne la présence de nitrates et de macropolluants. La directive cadre de l'eau prévoit un bon état du cours d'eau et de ses affluents pour 2027, prévoyant notamment la restauration de la trame écologique autour de la rivière. L'Argos a un débit annuel de 0,634 m3/s. Le débit est plus important en hiver, avec un pic à 2,160 m3/s en janvier, et il est plus faible en été, avec un minimum de 0,028 m3/s en août.

### Paysages naturels

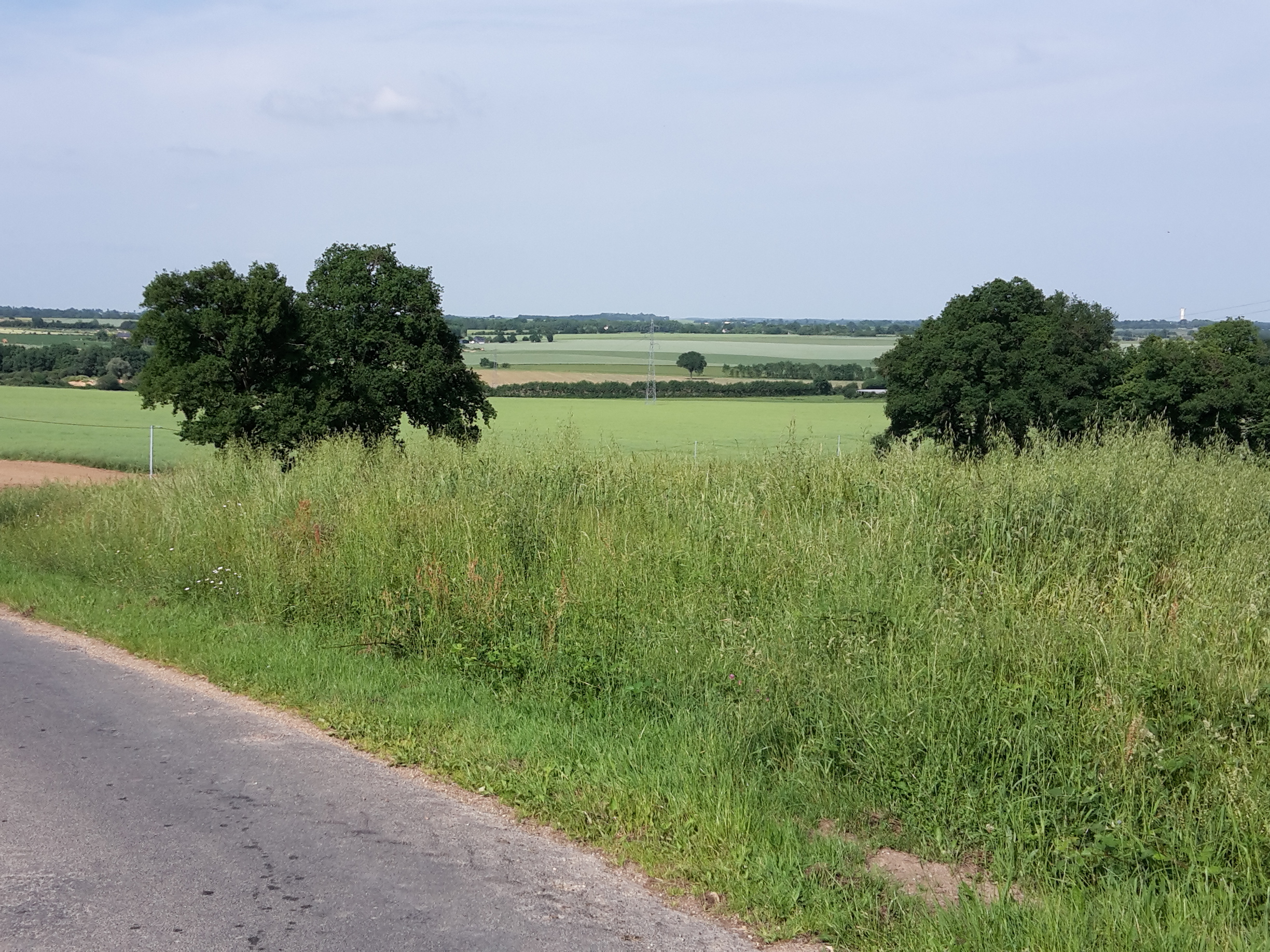
Paysage de la commune vu depuis la limite sud de la commune, près de son point culminant.

Loiré se trouve sur l'unité paysagère des Marches entre la Bretagne et l'Anjou. Celle-ci correspond à un plateau bocager présentant les ondulations nord-ouest/sud-est du massif armoricain, alternant crêtes boisées et vallées humides. Les fonds de vallons sont couverts par un bocage plus ou moins dense, qui a totalement disparu à certains endroits depuis les remembrements du XXe siècle. Ceux-ci ont également laissé de grands espaces dénudés sur les hauteurs, dévolues aux grandes cultures. es hauteurs présentent aussi quelques affleurements ardoisiers, appelés « grées », et couverts de lande. La ligne de crête qui borde le sud de la commune est toujours couverte de bois. Le bourg est placé sur un vallonnement secondaire, dans le vallon de l'Argos. Il se signale au loin par son clocher, tandis que les écarts sont plus discrets dans le paysage, en dehors des bâtiments agricoles modernes et massifs. Le paysage est animé par un important petit patrimoine constitué de châteaux de plaisance, de manoirs et de chapelles.

### Climat
Pour des articles plus généraux, voir Climat des Pays de la Loire et Climat de Maine-et-Loire.
En 2010, le climat de la commune est de type climat océanique altéré, selon une étude du CNRS s'appuyant sur une série de données couvrant la période 1971-2000. En 2020, Météo-France publie une typologie des climats de la France métropolitaine dans laquelle la commune est exposée à un climat océanique et est dans la région climatique  Bretagne orientale et méridionale, Pays nantais, Vendée, caractérisée par une faible pluviométrie en été et une bonne insolation. 
Pour la période 1971-2000, la température annuelle moyenne est de 11,8 °C, avec une amplitude thermique annuelle de 13,8 °C. Le cumul annuel moyen de précipitations est de 672 mm, avec 11,6 jours de précipitations en janvier et 6,1 jours en juillet. Pour la période 1991-2020, la température moyenne annuelle observée sur la station météorologique de Météo-France la plus proche, sur la commune d'Angrie à 5 km à vol d'oiseau, est de 12,3 °C et le cumul annuel moyen de précipitations est de 710,5 mm,. Pour l'avenir, les paramètres climatiques de la commune estimés pour 2050 selon différents scénarios d'émission de gaz à effet de serre sont consultables sur un site dédié publié par Météo-France en novembre 2022.

### Voies de communication et transport

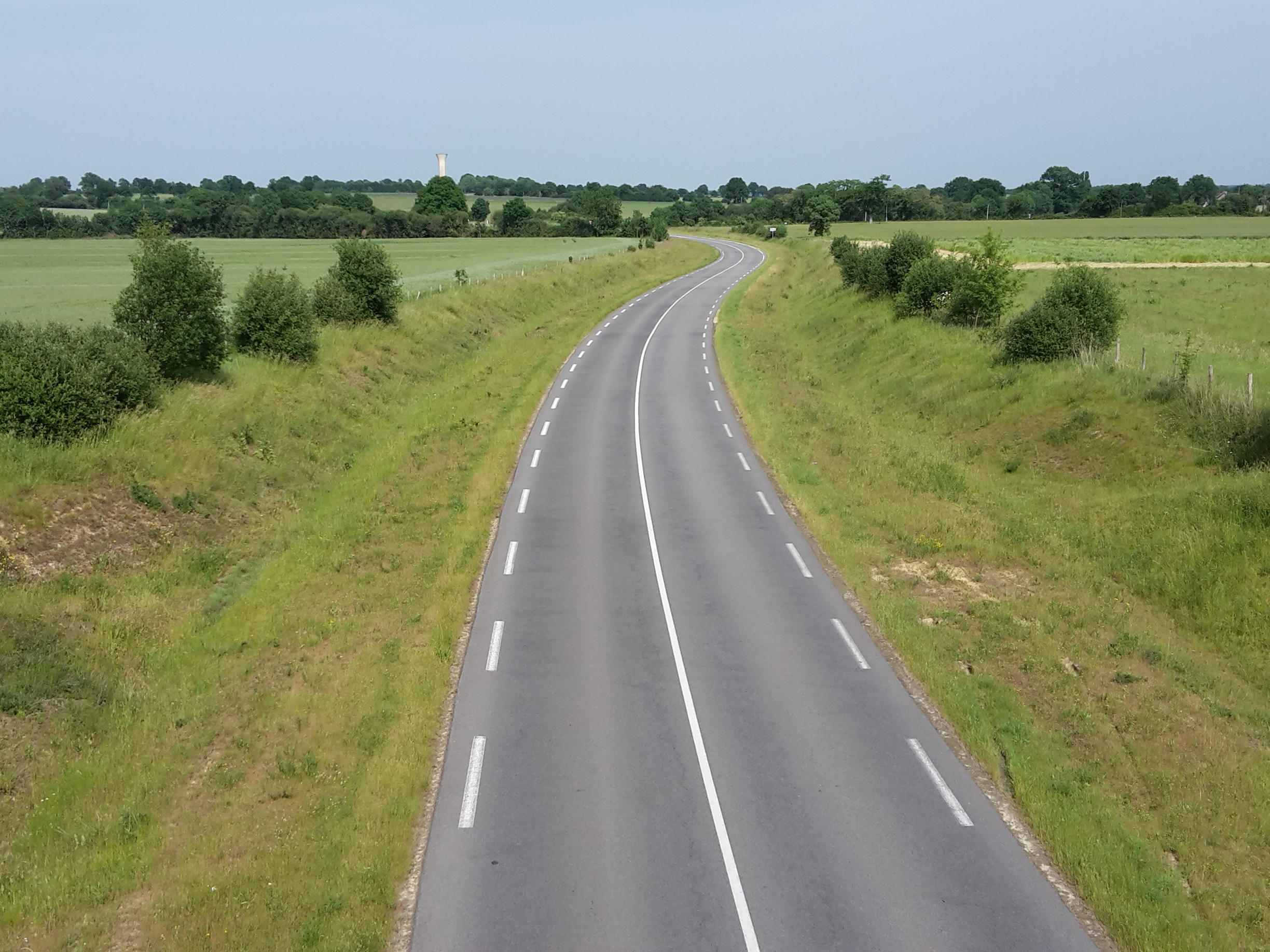
La D923 au niveau du contournement du bourg.

Loiré est traversée du nord au sud par la route D923, qui correspond à l'ancienne route nationale 23bis, qui relie Ancenis à Pré-en-Pail en Mayenne via Candé, Segré et Château-Gontier. Cette route se trouve sur l'axe plus large reliant Nantes à Laval. La commune est également traversée par la D73 qui relie Challain-la-Potherie puis La Chapelle-Glain en Loire-Atlantique à La Membrolle-sur-Longuenée près d'Angers, via Chazé-sur-Argos et Vern-d'Anjou. La D219 relie le bourg de Loiré à Angrie au sud et au Bourg-d'Iré au nord.
La commune de Loiré n'est pas desservie par les transports en commun. Les gares SNCF les plus proches sont celles de Châteaubriant, Ancenis et Angers. La première est située à 34 km, sur les lignes de Châteaubriant à Rennes et de Nantes à Châteaubriant, la seconde est à 35 km, sur la ligne de Tours à Saint-Nazaire, et la troisième, située sur cette même ligne, est à 40 km. Le réseau d'autocars du Conseil départemental de Maine-et-Loire, Anjoubus, possède des arrêts à Candé, distante de 8 km, sur la ligne 9, qui relie cette commune à Angers. La commune de Loiré est traversée par la ligne d'autocars 28 du réseau TER Pays de la Loire, reliant Nantes à Laval, mais celle-ci ne possède aucun arrêt. Le plus proche est à Candé. L'aéroport le plus proche de Loiré est l'aéroport d'Angers-Loire, situé à 70 km ; l'aéroport de Nantes-Atlantique est distant de 80 km.

### Occupation des sols
L'occupation des sols de la commune, telle qu'elle ressort de la base de données européenne d’occupation biophysique des sols Corine Land Cover (CLC), est marquée par l'importance des territoires agricoles (94,4 % en 2018), une proportion sensiblement équivalente à celle de 1990 (94,7 %). La répartition détaillée en 2018 est la suivante : 
terres arables (47,2 %), zones agricoles hétérogènes (24,3 %), prairies (12,7 %), cultures permanentes (10,2 %), forêts (3,7 %), zones urbanisées (1,1 %), espaces verts artificialisés, non agricoles (0,7 %). L'évolution de l’occupation des sols de la commune et de ses infrastructures peut être observée sur les différentes représentations cartographiques du territoire : la carte de Cassini (XVIIIe siècle), la carte d'état-major (1820-1866) et les cartes ou photos aériennes de l'IGN pour la période actuelle (1950 à aujourd'hui).

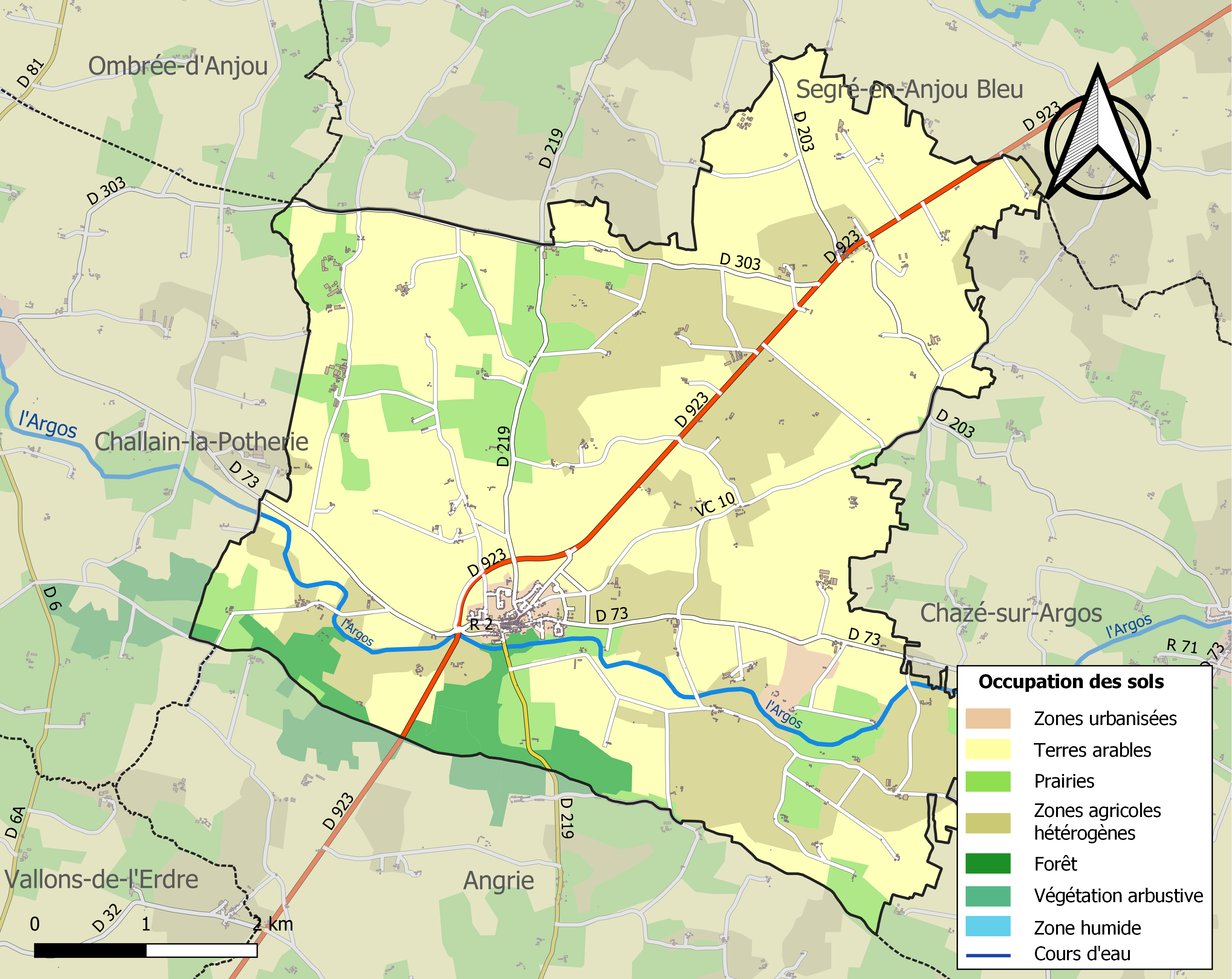
Carte des infrastructures et de l'occupation des sols de la commune en 2018 (CLC).

## Urbanisme

### Typologie
Au 1er janvier 2024, Loiré est catégorisée commune rurale à habitat dispersé, selon la nouvelle grille communale de densité à sept niveaux définie par l'Insee en 2022.
Elle est située hors unité urbaine. Par ailleurs la commune fait partie de l'aire d'attraction de Segré-en-Anjou Bleu, dont elle est une commune de la couronne,. Cette aire, qui regroupe 6 communes, est catégorisée dans les aires de moins de 50 000 habitants,.

### Occupation des sols
L'occupation des sols de la commune, telle qu'elle ressort de la base de données européenne d’occupation biophysique des sols Corine Land Cover (CLC), est marquée par l'importance des territoires agricoles (94,4 % en 2018), une proportion sensiblement équivalente à celle de 1990 (94,7 %). La répartition détaillée en 2018 est la suivante : 
terres arables (47,2 %), zones agricoles hétérogènes (24,3 %), prairies (12,7 %), cultures permanentes (10,2 %), forêts (3,7 %), zones urbanisées (1,1 %), espaces verts artificialisés, non agricoles (0,7 %).
L'IGN met par ailleurs à disposition un outil en ligne permettant de comparer l’évolution dans le temps de l’occupation des sols de la commune (ou de territoires à des échelles différentes). Plusieurs époques sont accessibles sous forme de cartes ou photos aériennes : la carte de Cassini (XVIIIe siècle), la carte d'état-major (1820-1866) et la période actuelle (1950 à aujourd'hui).

## Urbanisme et logement

### Morphologie urbaine

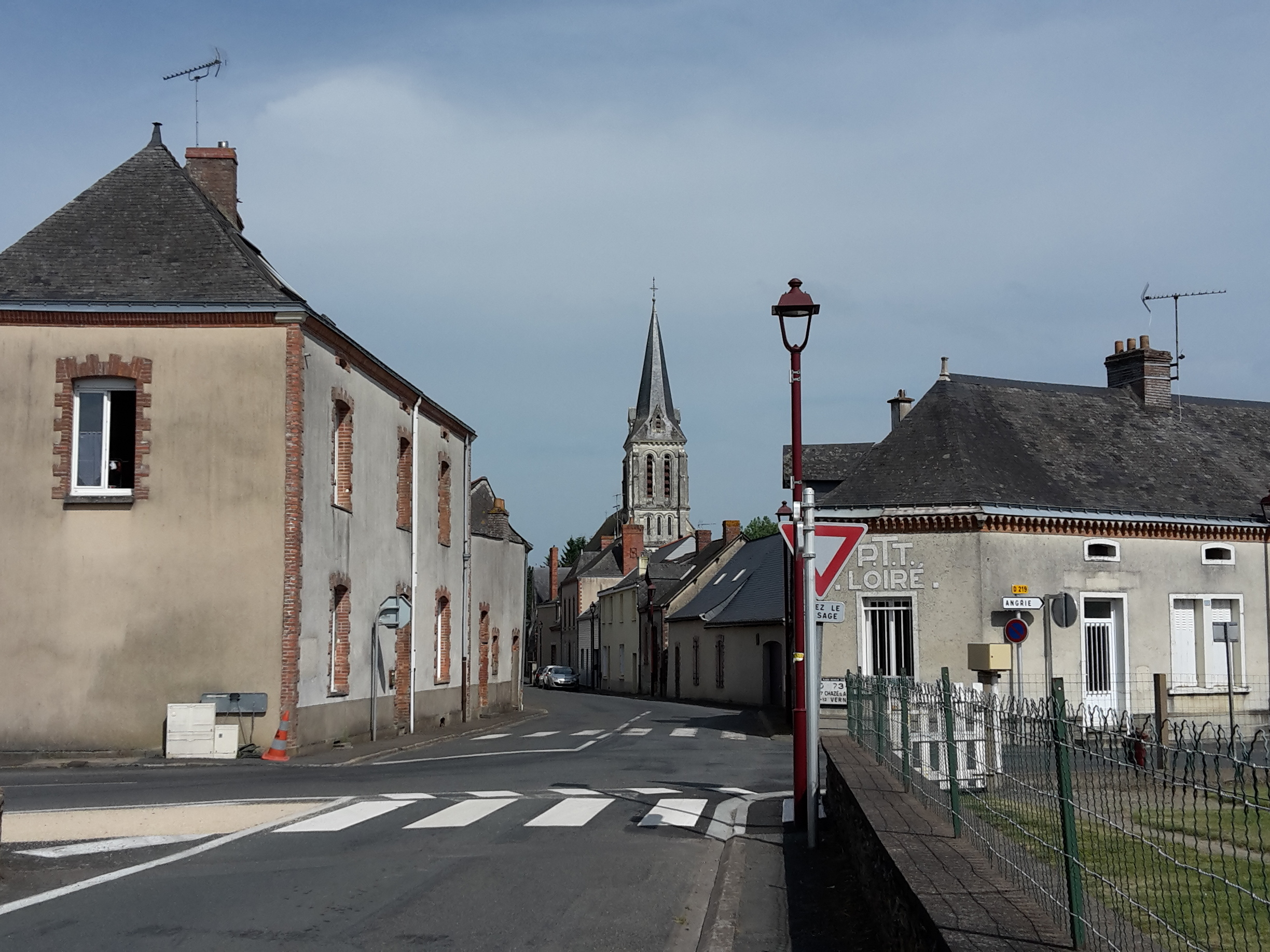
Le bourg de Loiré.

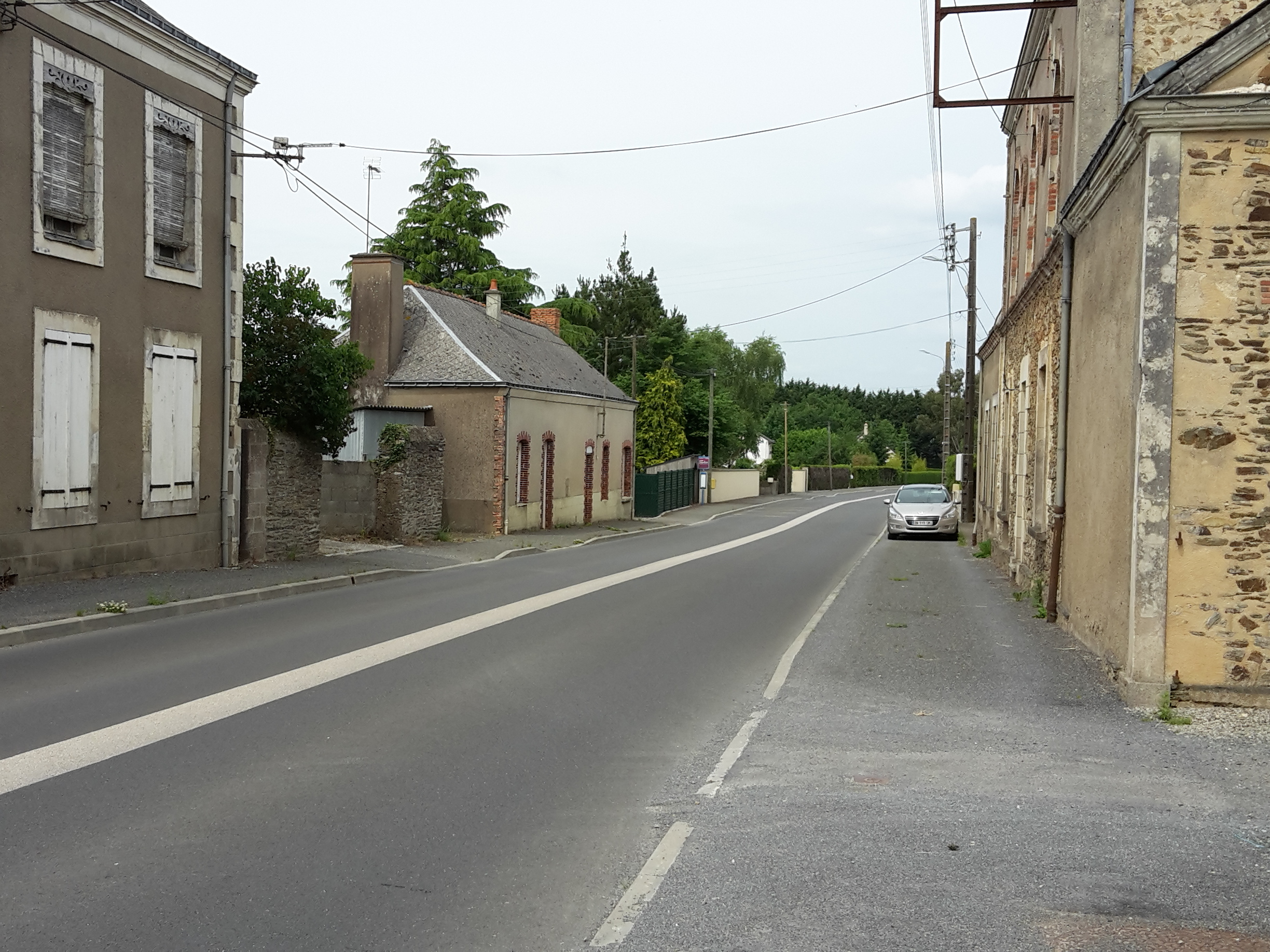
L'écart de la Roche-d'Iré.

La commune comprend un habitat très dispersé, avec un bourg, situé au sud du territoire, et de nombreux lieux-dits à la taille variable. La plupart ne comprennent qu'une ou quelques fermes, et seuls deux hameaux ont une certaine importance : la Roche-d'Iré et Marcé. La Roche-d'Iré est un village secondaire à l'histoire ancienne, qui comprenait au Moyen Âge un château et un prieuré. Il se trouve par ailleurs sur la D923, le principal axe qui traverse la commune. Marcé, situé à proximité du bourg, est un ensemble de fermes groupées autour d'un ancien manoir. Avant la Révolution, la paroisse de Loiré comprenait un certain nombre de seigneuries, qui expliquent la forte présence de manoirs et de châteaux sur le territoire communal. Plusieurs fermes sont bâties à l'emplacement d'anciennes mottes castrales, et notamment la Motte-Cesbron, qui était jusqu'au XVIIe siècle le siège de la seigneurie de Loiré, avant que celle-ci soit déplacée au château du Gué.
Le bourg de Loiré est situé dans la vallée de l'Argos ; une dépression de terrain au sud-est correspond peut-être à un ancien bras d'eau qui servait d'élément défensif ou bien qui correspond à des excavations anciennes. Loiré est essentiellement un village de carrefour placé à l'intersection de l'ancienne route de Candé à Segré, et de celle qui relie Challain-la-Potherie à Chazé-sur-Argos. L'angle entre les deux voies comprend un ilôt assez dense et ancien, avec au moins une habitation remontant au XVe siècle. Le cimetière, initialement situé près de l'église, a été déplacé en sortie de bourg dès le XVIIe siècle. Au XXe siècle, l'extension du bourg s'est faite vers le nord et l'ouest, faisant apparaître de nouveaux lotissements entourant d'anciennes fermes comme la Derouinière.
Selon l'Atlas des zones inondables de Maine-et-Loire, l'Argos a des crues fréquentes, mais celles-ci ne concernent que les berges de la rivière, sans menacer les zones habitées. La commune de Loiré ne possède pas de plan de prévention du risque inondation. Le risque sismique est faible et la commune n'est pas répertoriées parmi celles sujettes à un risque industriel ou de mouvement de terrain.

### Logement

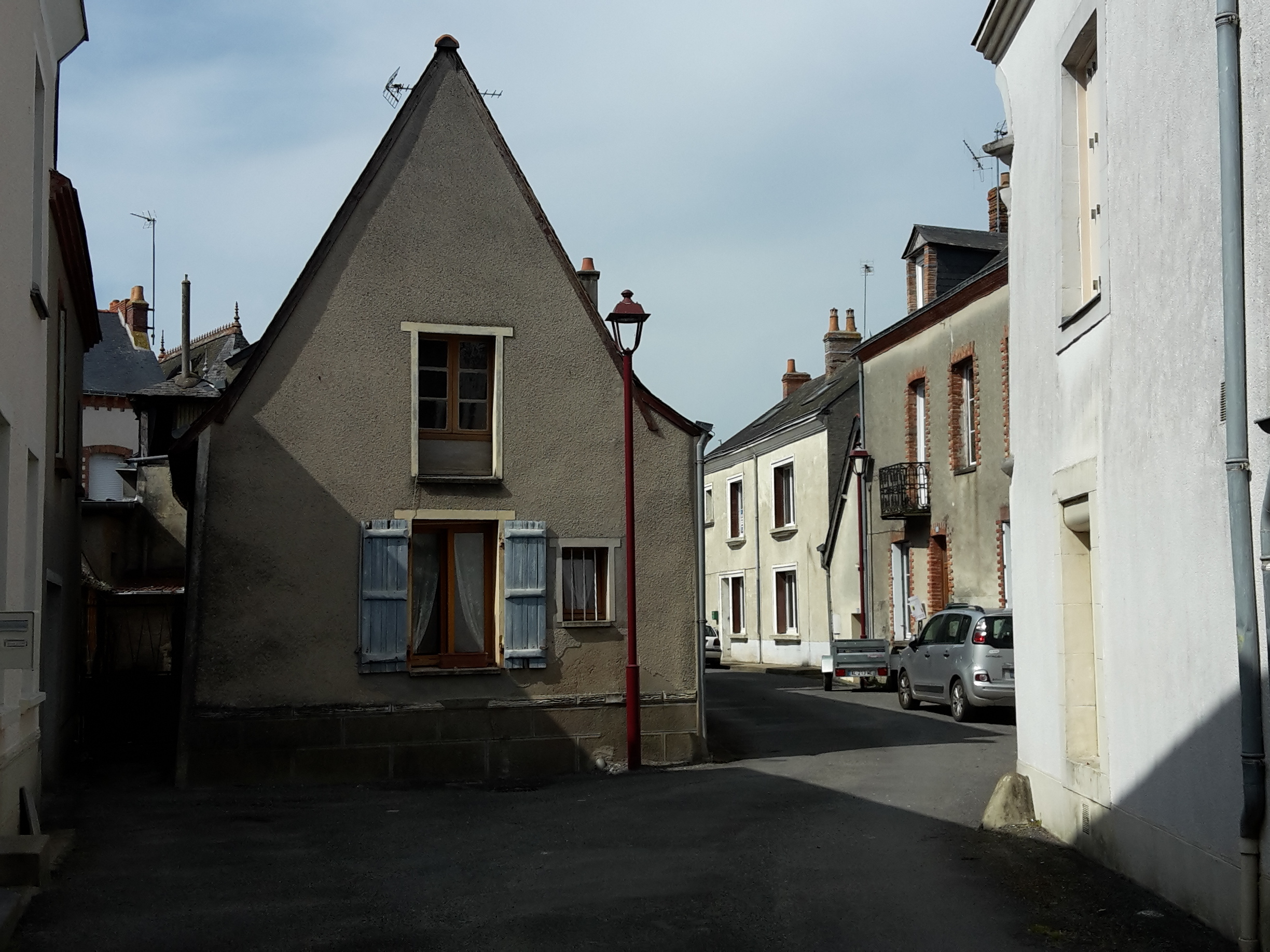
La rue des Canaris dans le bourg.

Plusieurs fermes présentent des campagnes de construction remontant du XVe au XVIIIe siècle, mais l'ensemble du bâti de la commune a été fortement remanié au XIXe siècle, notamment avec l'utilisation nouvelle de briques mécaniques. L'habitat traditionnel est réalisé jusqu'à la fin du XIXe siècle en moellons de schiste. Avant l'introduction de la brique à partir de 1830, les ouvertures sont encadrées de moellons et de linteaux de bois, ou bien, dans des cas plus rares, de schiste de taille. Au XIXe siècle, la brique est également utilisée en décor de façade et sur les corniches de toit. Les fermes répondent à deux plans concurrents : soit elles forment des longères présentant les divers bâtiments en ligne, avec parfois des dépendances satellites, soit elles dispersent leurs bâtiments autour d'une cour. Trois fermes construites ex nihilo au XIXe siècle présentent en outre un plan en U, avec le logis placé au fond de la cour et les dépendances dans les deux ailes latérales.
La vaste majorité des constructions du bourg ont été soit reprises soit construites au XIXe siècle. Les façades de cette époque affichent généralement un décor de brique en façade. L'impasse des Canaris, près de l'église, ainsi que les chemins du Haut et du Bas-Village présentent un habitat modeste des XVIIIe et XIXe siècles, avec des maisons à une seule pièce dont les dépendances sont placées dans les jardins. Ces maisons sont probablement d'anciens logements d'ouvriers agricoles, appelés « brassiers ». Les édifices à vocation collective comme la mairie, l'école, l'église et l'ancien presbytère remontent au XIXe siècle.
En 2013, le nombre total de logements dans la commune était de 434, alors qu'il était de 380 en 1999. Parmi ces logements, 84,6 % étaient des résidences principales, 4 % des résidences secondaires et 11,4 % des logements vacants. Ces logements étaient pour 97,8 % d'entre eux des maisons individuelles et pour 2,2 % des appartements. La proportion des résidences principales, propriétés de leurs occupants était de 76,2 %, en hausse sensible par rapport à 2008 (71,8 %). La part de logements HLM loués vides était de 9,6 % contre 11 %, leur nombre étant constant 35 contre 36.
|                                                        | Loiré | Maine-et-Loire |
| ------------------------------------------------------ | ----- | -------------- |
| Part des résidences principales (en %)                 | 84,6  | 90,1           |
| Part des logements vacants (en %)                      | 11,4  | 7,1            |
| Part des ménages propriétaires de leur logement (en %) | 76,2  | 60,4           |

## Étymologie

### Loiré
Loiré est mentionné comme Lauriacus en 843, et un diplôme de Charlemagne datant de 760 cite Lorriacum et Catiacum, qui pourraient être Loiré et Chazé-sur-Argos même si cela n'est pas formellement attesté. Plus tard sont relevés Ecclesia de Lorriaco en 1148, Decima de Loré en 1198 et 1240, et Parochia de Loreio en 1236.
Lauriacus provient du nom gallo-romain « Laurius » (dérivé de « laurus », le laurier), auquel a été ajouté le suffixe d'appartenance -acum. Ce suffixe, qui est très courant dans l'étymologie des toponymes en France, a généralement donné une terminaison en -é dans le nord-ouest du pays. Environ un cinquième des communes du Maine-et-Loire possède un nom finissant en -é, et le plus souvent il s'agit d'une transformation du suffixe d'appartenance -acum ou -acus (par exemple Andigné : propriété d'Andinius : Andigniacus ; Armaillé : propriété d'Armalius : Armaleiacus ; Chemillé : propriété de Camillus : Camilliacus ; etc.). Loire-les-Marais en Charente-Maritime, Lorry en Moselle, ou encore Loré dans l'Orne, auraient la même étymologie que Loiré.

### Autres toponymes
Le nom de la Roche d'Iré rappelle celui de la commune voisine du Bourg-d'Iré et il a la même origine. Iré, mentionné comme Yri et Hiri en 1056 et 1092, puis Yriacus vers 1150, descend vraisemblablement du nom latin « Irius », dérivé de « Irus ». La Bausse aurait la même origine que la commune de Beausse, dont le nom vient de la racine pré-latine belsa, qui désigne un plateau. Le Perron serait un endroit pierreux. Comme pour la commune d'Orvault en Loire-Atlantique, le nom du château de la Rivière-d'Orvaux proviendrait de termes latins désignant une « vallée d'or », en référence à la beauté du lieu.

## Histoire
Loiré est vraisemblablement situé à l'emplacement de la villa de Lauriacus, mentionnée en 843, alors que Charles le Chauve y tient un concile. Plus tard, le village relève de la baronnie de Candé, la seigneurie locale habitant d'abord la Motte-Cesbron puis le château du Gué à partir du XVIIe siècle.
La virée de Galerne, qui remonte vers le nord, passa très précisément à Loiré. Lorsqu’éclata la Révolution, Loiré se distingua par l’ardeur de ses sentiments royalistes ; peu de paroisses soutinrent avec plus d’énergie la cause de la religion et de la monarchie. Les Loiréens disaient « Qui dit Loiré, dit Vendée ! ». Voici un fait dont le souvenir ne s’est pas effacé : un combat fut livré au Pâtis de Gué, où les Bleus furent vainqueurs ; lorsque ceux-ci rentrèrent triomphalement à Loiré, ils avaient dans leurs gibernes des oreilles de chouans, qu’ils jetaient à la figure des gens suspectés de royalisme.
Le village, autrefois situé sur les routes de Craon à Angers et de Nantes à Alençon, était animé par de multiples activités puisque les voyageurs avaient l'habitude de s'y arrêter.

## Politique et administration

### Rattachements administratifs et électoraux

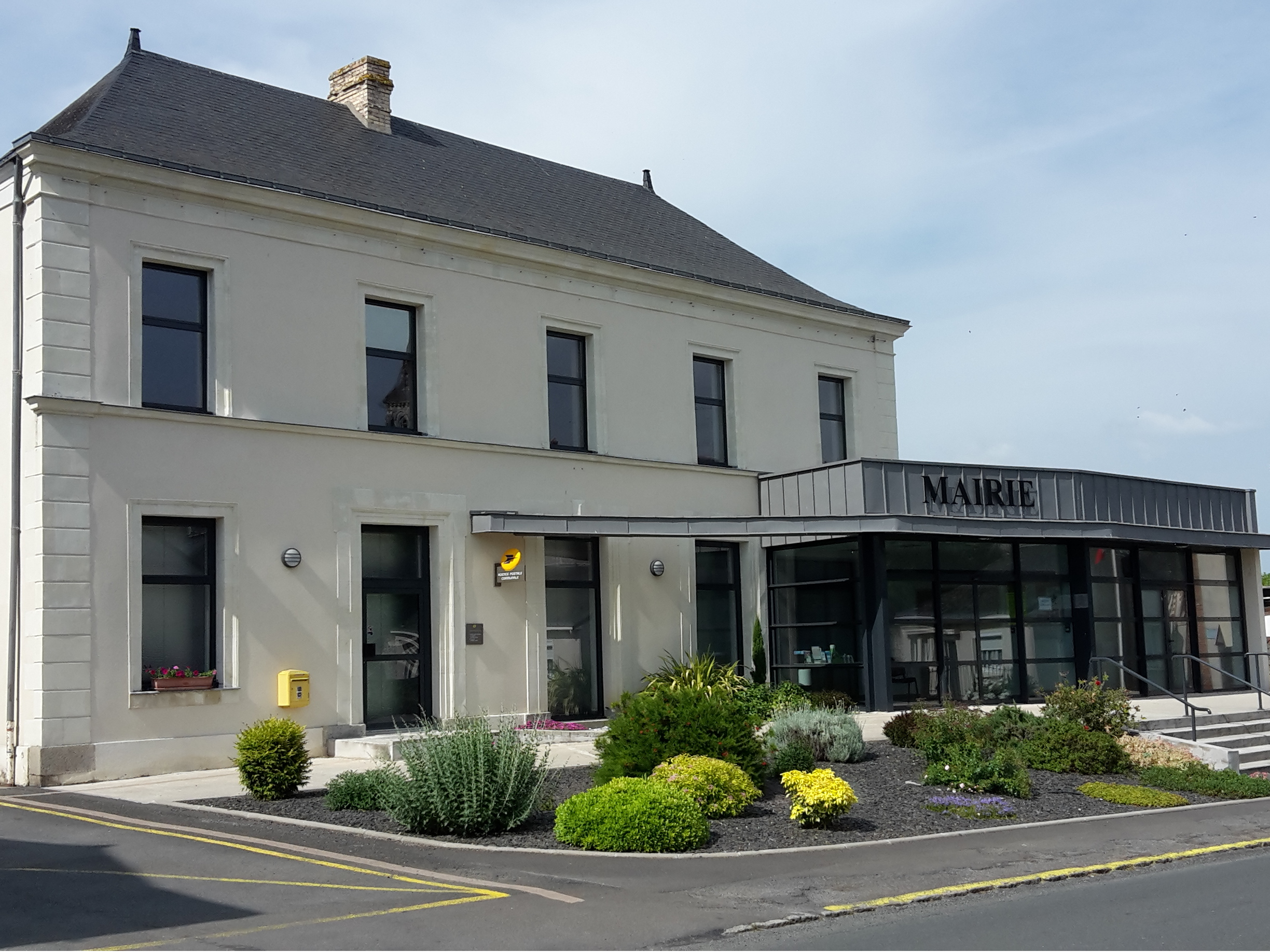
La mairie de Loiré.

Loiré a initialement fait partie du canton de Challain-la-Potherie en 1793, puis la commune a rejoint le canton de Candé en 1801. Le redécoupage cantonal de 2014 a fait disparaître ce dernier, et Loiré est désormais l'une des 12 communes qui composent le canton de Segré. Elle est rattachée à l'arrondissement de Segré depuis sa création en 1801. Loiré fait partie de la septième circonscription de Maine-et-Loire.
Sur le plan judiciaire, Loiré dépend de la cour d'appel d'Angers, de la cour d'assises, du tribunal de grande instance, du tribunal d'instance, du tribunal de commerce et du conseil de prud'hommes d'Angers, ainsi que du tribunal administratif et de la cour administrative d'appel de Nantes.

### Tendances politiques et résultats
L'électorat loiréen favorise toujours majoritairement la droite républicaine.

#### Élection présidentielle récente
À l'élection présidentielle de 2017, les électeurs de la commune ont placé en tête au premier tour François Fillon (LR), qui a obtenu 28,59 % des suffrages, devançant Marine Le Pen (FN) avec 17,38 %, Emmanuel Macron (EM) avec 12,80 %, et Jean-Luc Mélenchon (FI) avec 12,16 %. Le taux de participation au premier tour s'élevait à 85,94 %. Au second tour, les électeurs ont favorisé Emmanuel Macron (67,69 %) face à Marine Le Pen (23,38 %). Le taux de participation au second tour s'élevait à 80,73 %.

#### Élection municipale récente
Comme pour toutes les communes françaises comptant entre 500 et 1 500 habitants, le conseil municipal est constitué de quinze membres en 2014.
Lors de l'élection municipale de 2014, les quinze conseillers ont été élus au premier tour, avec un taux de participation de 71,50 %.

### Liste des maires
| Période                                  | Période                   | Identité                    | Étiquette | Qualité                                       |
| ---------------------------------------- | ------------------------- | --------------------------- | --------- | --------------------------------------------- |
| 1796                                     | 1808                      | François Fouillet           |           |                                               |
| 1808                                     | 1830                      | René de Meaulne             |           |                                               |
| 1830                                     | 1835                      | Mathurin Gaudin             |           |                                               |
| 1835                                     | 1836                      | René Mercier                |           |                                               |
| 1836                                     | 1848                      | François Bodard             |           |                                               |
| 1848                                     | 1878                      | Clovis Brillet de Candé     |           |                                               |
| 1878                                     | 1912                      | Paul du Breil de Pontbriand |           |                                               |
| 1912                                     | 1944                      | Fernand de Marolles         |           |                                               |
| 1944                                     | 1989                      | Albert, baron d'Auvray      |           |                                               |
| 1989                                     | 2001                      | Michel Gastineau            |           |                                               |
| 2001                                     | mars 2014                 | Odile Brécheteau            |           | Vice-présidente de la C.C. du canton de Candé |
| mars 2014                                | En cours (au 30 mai 2020) | Jacques Robert              |           |                                               |
| Les données manquantes sont à compléter. |                           |                             |           |                                               |

### Intercommunalité
Loiré est membre de la communauté de communes Anjou Bleu Communauté depuis la création de cette dernière en 2016. Cette intercommunalité est constituée de douze communes regroupées autour de Segré. Elle est issue de la fusion de trois communautés de communes : la communauté de communes de la région de Pouancé-Combrée, la communauté de communes du canton de Segré et la communauté de communes du canton de Candé (4C), dont Loiré faisait partie. Cette intercommunalité trouvait son origine dans le SIVM du canton de Candé, fondé en 1965, qui comptait aussi la commune de La Cornuaille. La communauté de communes avait été créée en 1995. Anjou Bleu Communauté agit dans de nombreux domaines, dont le développement économique, le transport, l'aménagement du territoire, le logement, la protection de l'environnement, la culture, etc.
Après la disparition de la communauté de communes 4C, les communes qui en faisaient partie se sont réunies au sein du syndicat intercommunal du Candéen. Il est compétent dans le domaine de l'action sociale, effectuée au sein d'un espace socio-culturel, et de l'enfance et de la jeunesse, notamment en organisant l'accueil périscolaire dans les communes. Loiré appartient également à un pôle d'équilibre territorial et rural, le PETR du Segréen,qui était jusqu'en 2014 une structure de regroupement de collectivités locales, appelée « Anjou bleu, Pays segréen », et avant 2008 « Pays du Haut-Anjou Segréen ». Enfin, la commune dépend du Syndicat intercommunal d'énergies de Maine-et-Loire (SIEML), fournisseur de gaz et d'électricité, et du Syndicat intercommunal du Segréen pour le traitement des ordures (SISTO).

### Politique environnementale
Le Syndicat intercommunal du Segréen pour le traitement des ordures (SISTO), qui est responsable de la collecte et du traitement des déchêts ménagers à Loiré, effectue une collecte des déchêts en porte à porte. Les déchets recyclables sont déposés en apport volontaire ; deux points ont été aménagés à cet effet dans le bourg de Loiré. Le SISTO gère la déchèterie de la Lande du Noaillon à Chazé-sur-Argos. Le service d'eau est géré par le Groupe Saur, à partir des captages de Candé (forages situés à Vritz) et d'Ancenis. Loiré possède une station d'épuration, ouverte en 2008 et fonctionnant avec des filtres plantés. Elle a une capacité de 900 EH (équivalent-habitant).

### Finances locales
Le tableau ci-dessous présente l'évolution de la capacité d'autofinancement, un des indicateurs des finances locales de Loiré, sur une période de dix ans :
|                      | 2006 | 2007 | 2008 | 2009 | 2010 | 2011 | 2012 | 2013 | 2014 | 2015 |
| -------------------- | ---- | ---- | ---- | ---- | ---- | ---- | ---- | ---- | ---- | ---- |
| Loiré                | 148  | 43   | 61   | 68   | 97   | 200  | 195  | 202  | 328  | 224  |
| Moyenne de la strate | 151  | 152  | 151  | 147  | 150  | 168  | 168  | 156  | 149  | 149  |

| ■ CAF de Loiré ■ CAF moyenne de la strate |

Au cours des dix dernières années, la capacité d'autofinancement de la commune a connu une certaine instabilité. Légèrement en dessous de la valeur moyenne de la strate des communes comparables en 2006, elle descend franchement en dessous de cette moyenne en 2007, avant de dépasser cette moyenne en 2011. La capacité d'autofinancement de Loiré est restée au-dessus de cette moyenne les années suivantes. Le fonds de roulement reste positif sur toute la période considérée ; il en est de même du résultat comptable, cependant en dessous de la moyenne de la strate, sauf pour 2014 et 2015,.

## Population et société

### Démographie

#### Évolution démographique
L'évolution du nombre d'habitants est connue à travers les recensements de la population effectués dans la commune depuis 1793. Pour les communes de moins de 10 000 habitants, une enquête de recensement portant sur toute la population est réalisée tous les cinq ans, les populations de référence des années intermédiaires étant quant à elles estimées par interpolation ou extrapolation. Pour la commune, le premier recensement exhaustif entrant dans le cadre du nouveau dispositif a été réalisé en 2005.

En 2022, la commune comptait 884 habitants, en évolution de +2,67 % par rapport à 2016 (Maine-et-Loire : +2,12 %, France hors Mayotte : +2,11 %).
| 1793  | 1800  | 1806  | 1821  | 1831  | 1836  | 1841  | 1846  | 1851  |
| ----- | ----- | ----- | ----- | ----- | ----- | ----- | ----- | ----- |
| 1 349 | 1 209 | 1 128 | 1 222 | 1 399 | 1 494 | 1 560 | 1 601 | 1 651 |

| 1856  | 1861  | 1866  | 1872  | 1876  | 1881  | 1886  | 1891  | 1896  |
| ----- | ----- | ----- | ----- | ----- | ----- | ----- | ----- | ----- |
| 1 640 | 1 614 | 1 675 | 1 679 | 1 680 | 1 720 | 1 684 | 1 635 | 1 533 |

| 1901  | 1906  | 1911  | 1921  | 1926  | 1931  | 1936  | 1946  | 1954  |
| ----- | ----- | ----- | ----- | ----- | ----- | ----- | ----- | ----- |
| 1 515 | 1 440 | 1 390 | 1 208 | 1 216 | 1 162 | 1 139 | 1 114 | 1 110 |

| 1962  | 1968 | 1975 | 1982 | 1990 | 1999 | 2005 | 2006 | 2010 |
| ----- | ---- | ---- | ---- | ---- | ---- | ---- | ---- | ---- |
| 1 071 | 970  | 883  | 852  | 747  | 754  | 772  | 765  | 881  |

| 2015 | 2020 | 2022 | - | - | - | - | - | - |
| ---- | ---- | ---- | - | - | - | - | - | - |
| 862  | 882  | 884  | - | - | - | - | - | - |

#### Pyramide des âges
La population de la commune est relativement jeune.
En 2018, le taux de personnes d'un âge inférieur à 30 ans s'élève à 35,3 %, soit en dessous de la moyenne départementale (37,2 %). À l'inverse, le taux de personnes d'âge supérieur à 60 ans est de 26,5 % la même année, alors qu'il est de 25,6 % au niveau départemental.
En 2018, la commune comptait 437 hommes pour 433 femmes, soit un taux de 50,23 % d'hommes, légèrement supérieur au taux départemental (48,63 %).
Les pyramides des âges de la commune et du département s'établissent comme suit.
| Hommes | Classe d’âge | Femmes |
| ------ | ------------ | ------ |
| 1,1    | 90 ou +      | 0,7    |
| 7,4    | 75-89 ans    | 11,2   |
| 15,8   | 60-74 ans    | 16,9   |
| 20,8   | 45-59 ans    | 20,0   |
| 17,8   | 30-44 ans    | 17,8   |
| 14,9   | 15-29 ans    | 13,2   |
| 22,1   | 0-14 ans     | 20,3   |

| Hommes | Classe d’âge | Femmes |
| ------ | ------------ | ------ |
| 0,9    | 90 ou +      | 2,1    |
| 7      | 75-89 ans    | 9,5    |
| 16,2   | 60-74 ans    | 16,9   |
| 19,4   | 45-59 ans    | 18,7   |
| 18,2   | 30-44 ans    | 17,5   |
| 18,8   | 15-29 ans    | 17,6   |
| 19,5   | 0-14 ans     | 17,6   |

## Économie
Sur 95 établissements présents sur la commune à fin 2010, 58 % relèvent du secteur de l'agriculture (pour une moyenne de 17 % sur le département), 3 % du secteur de l'industrie, 7 % du secteur de la construction, 26 % de celui du commerce et des services et 5 % du secteur de l'administration et de la santé. Cinq ans plus tard, en 2015, sur les 95 établissements présents, 43 % relèvent du secteur de l'agriculture (pour une moyenne de 11 % sur le département), 7 % du secteur de l'industrie, 6 % de celui de la construction, 34 % du secteur du commerce et des services et 9 % de celui de l'administration et de la santé.

## Culture locale et patrimoine

### Lieux et monuments
Loiré est une commune typique du Haut-Anjou. Elle ne possède aucun monument répertorié à l'inventaire des monuments historiques mais elle compte 32 lieux et monuments répertoriés à l'inventaire général du patrimoine culturel.

#### Édifices religieux

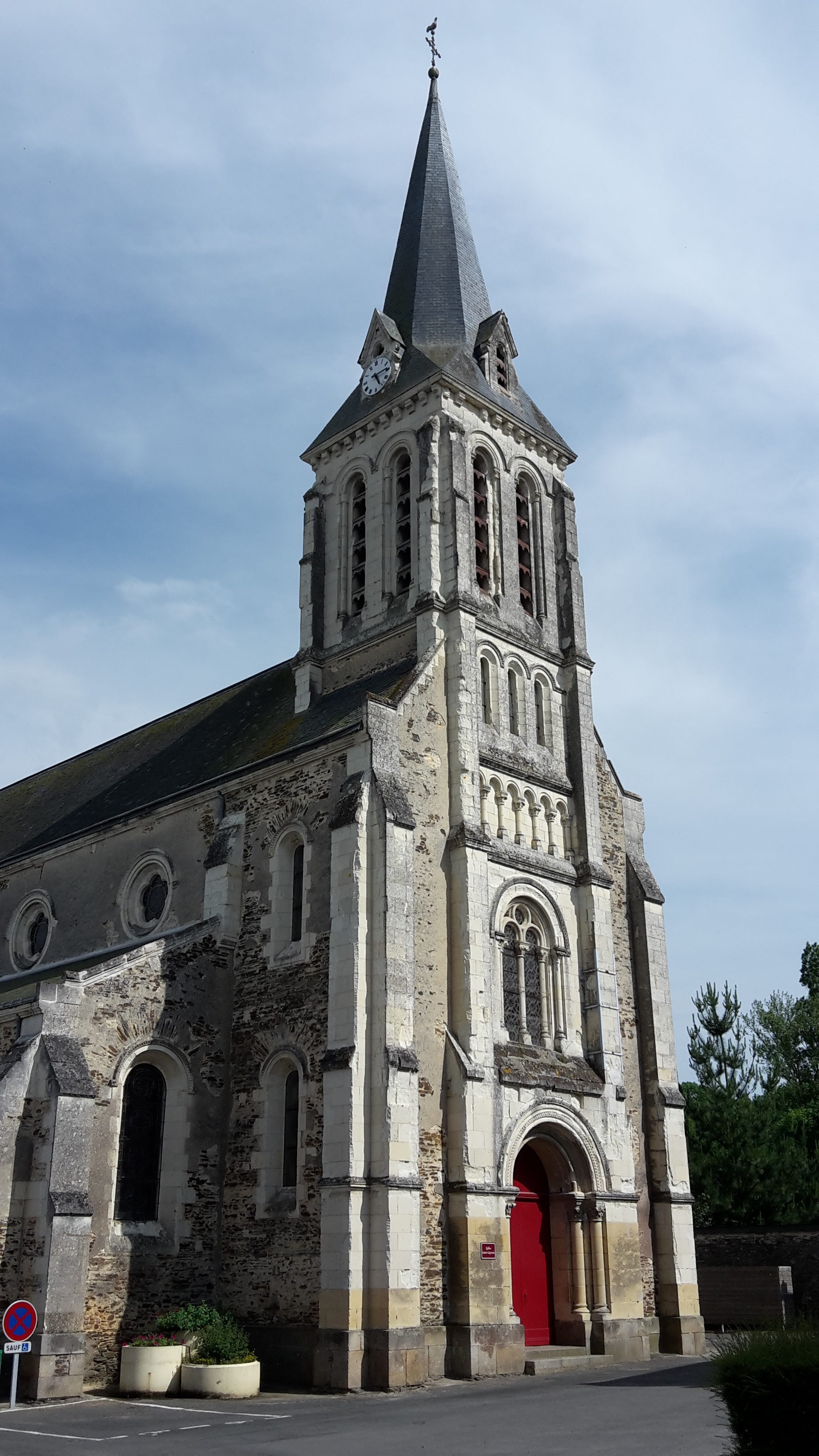
L'église Saint-Caprais-et-Saint-Laurent.

L'église paroissiale Saint-Caprais-et-Saint-Laurent est très représentative des nombreuses églises construites en Anjou au XIXe siècle en replacement des églises médiévales, devenues trop exigues ou endommagées par la Révolution. L'église de Loiré a été construite de 1862 à 1866, après démolition de l'édifice antérieur. De style néo-roman, elle possède un plan en croix latine et un clocher porche, ainsi qu'une nef de quatre travées. La plupart des baies sont en plein cintre et les voûtes sont en arêtes à l'exception de l'abside qui est voûtée d'ogives. Une restauration effectuée dans les années 1960 a fait disparaître la décoration intérieure. L'architecte de l'église est Pierre-Étienne Coutailloux. Une seconde sacristie a été ajoutée en 1877-1878 par Auguste Beignet.
La commune compte trois chapelles. Celle du cimetière a été bâtie en 1709 avec les matériaux de la chapelle Saint-Urbain, qui se trouvait près de Villechêne et qui avait été construite à la fin du XVIIe siècle. Celle-ci avait été construite par le prêtre, mais sa mort précoce entraîna l'abandon puis la ruine de la chapelle. La chapelle du cimetière fut construite par les habitants de Loiré et certains des curés de la paroisse y ont été enterrés. L'édifice est rectangulaire et renferme un autel et un retable. La chapelle de la Grande-Potherie, dont le vocable est inconnu, a été construite en 1890. Elle est construite en schiste mais l'autel ainsi que l'encadrement de la porte et les chaînages d'angle sont en tuffeau. La chapelle Notre-Dame-de-Bon-Secours, située à la Babinais, a été construite en 1892 à l'emplacement d'une chapelle plus ancienne datant de 1811. Elle est de style néogothique. Le gros œuvre est en schiste et les encadrements d'ouverture et les voûtes sont en tuffeau. La chapelle comprend deux travées et une niche saillante prolonge l'abside. Cette niche contient une statue de la Vierge Marie.
Loiré possède 10 croix de chemin, datant toutes des XIXe et XXe siècles. Le cimetière possède une croix remontant peut-être au XVIe siècle. Celle-ci est en schiste de taille et comprend un bas-relief représentant le Christ en croix.

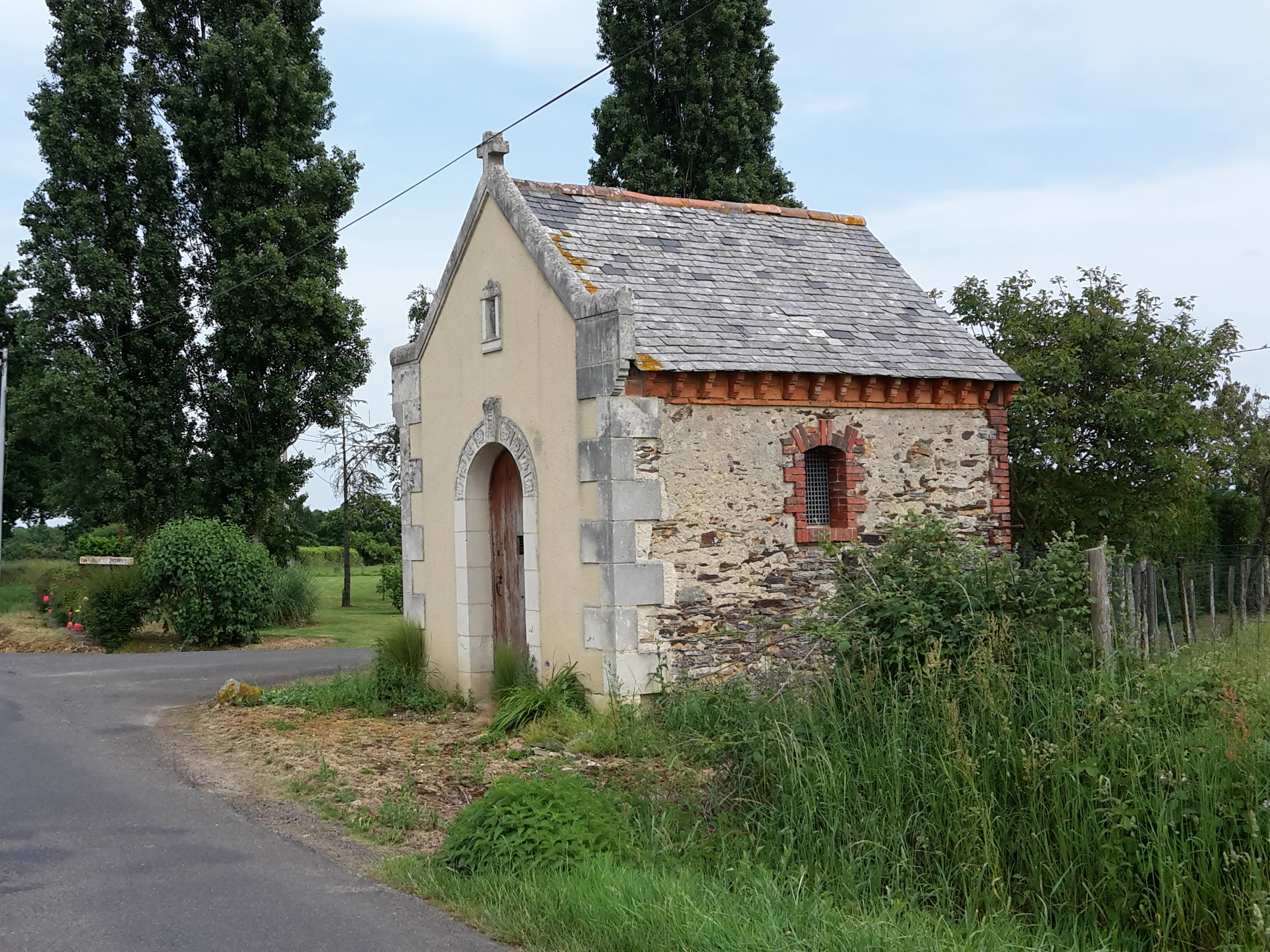
La chapelle de la Grande-Potherie.
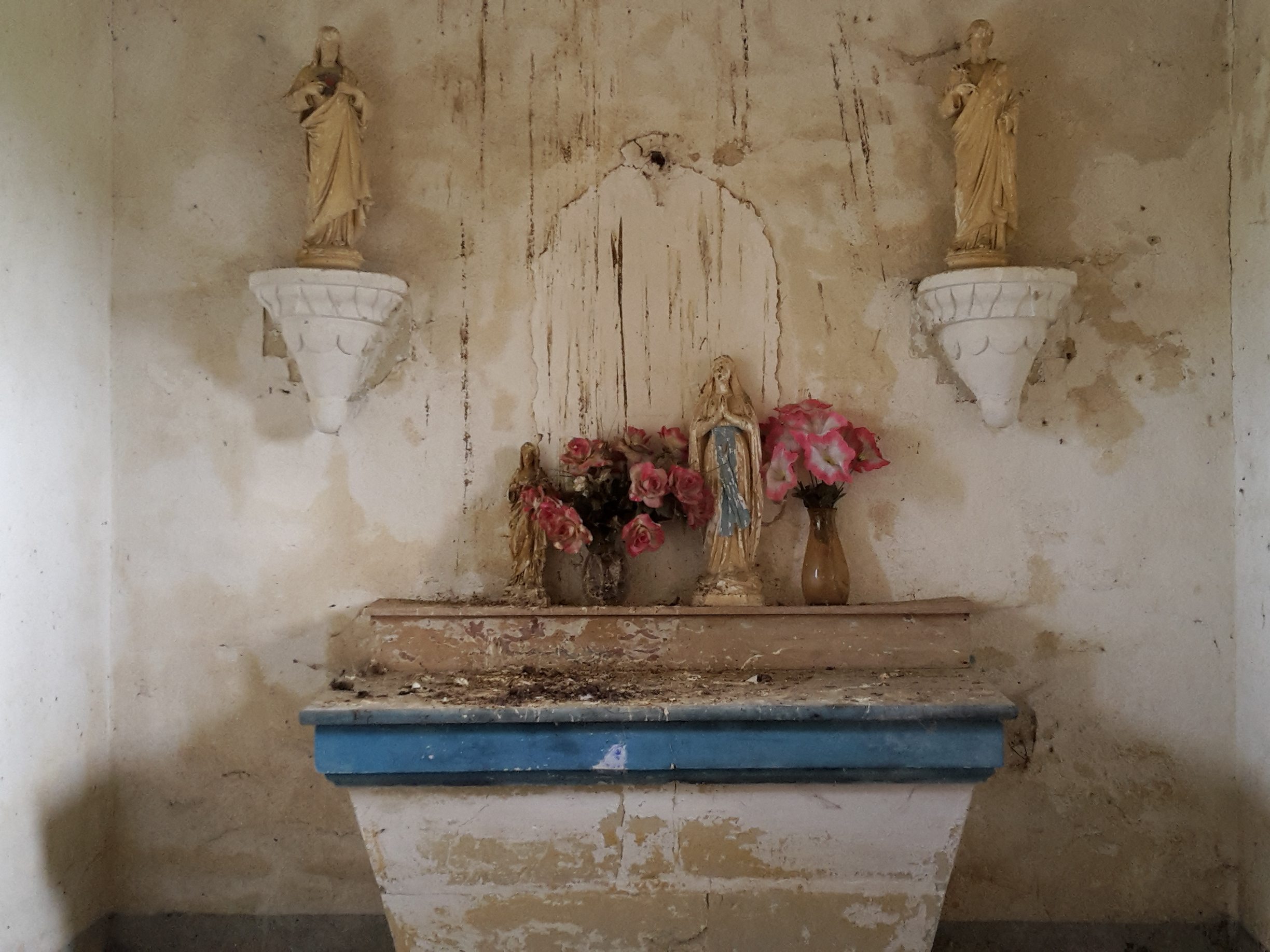
Intérieur de la chapelle de la Grande-Potherie.
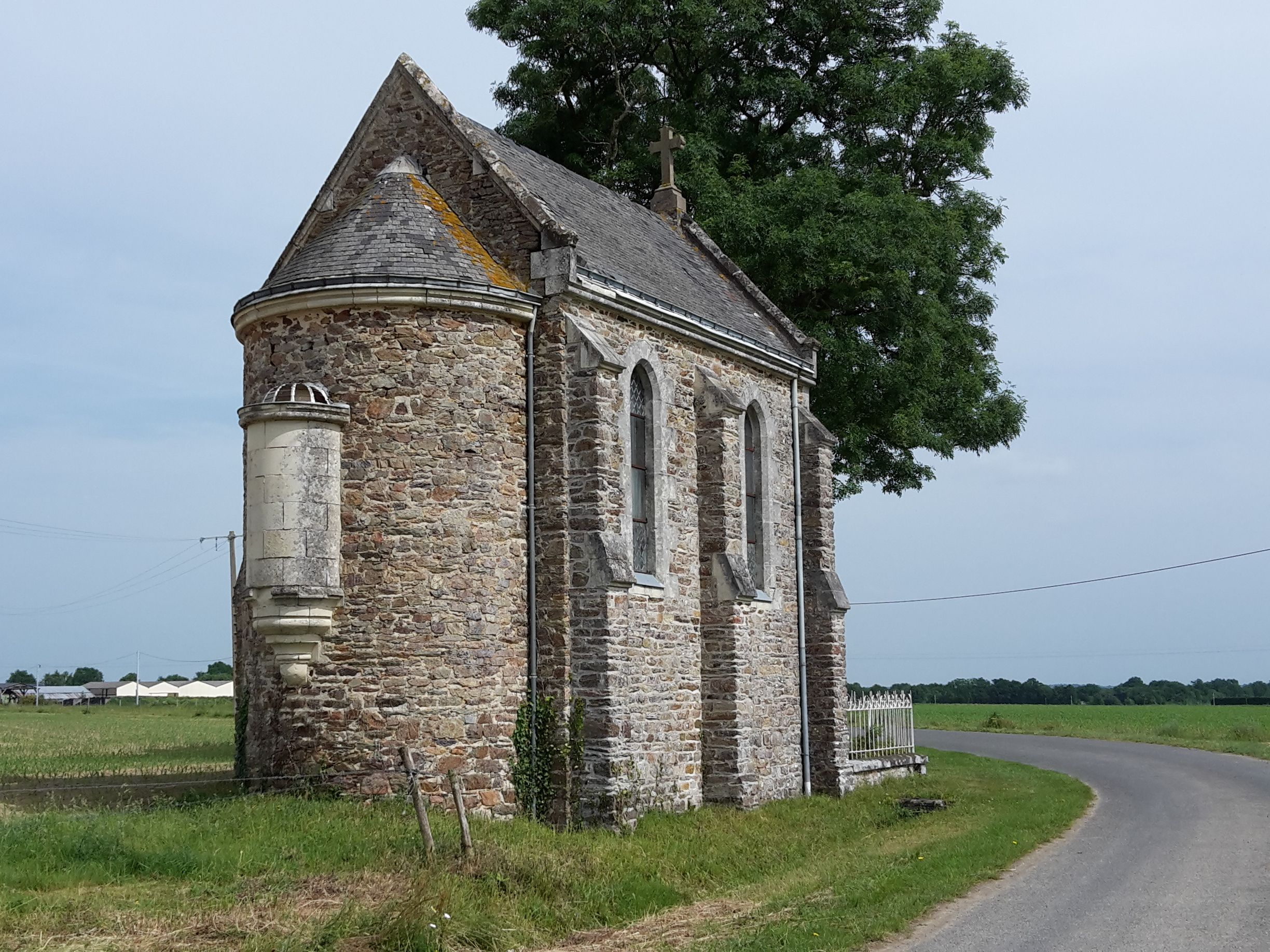
La chapelle de la Babinais.
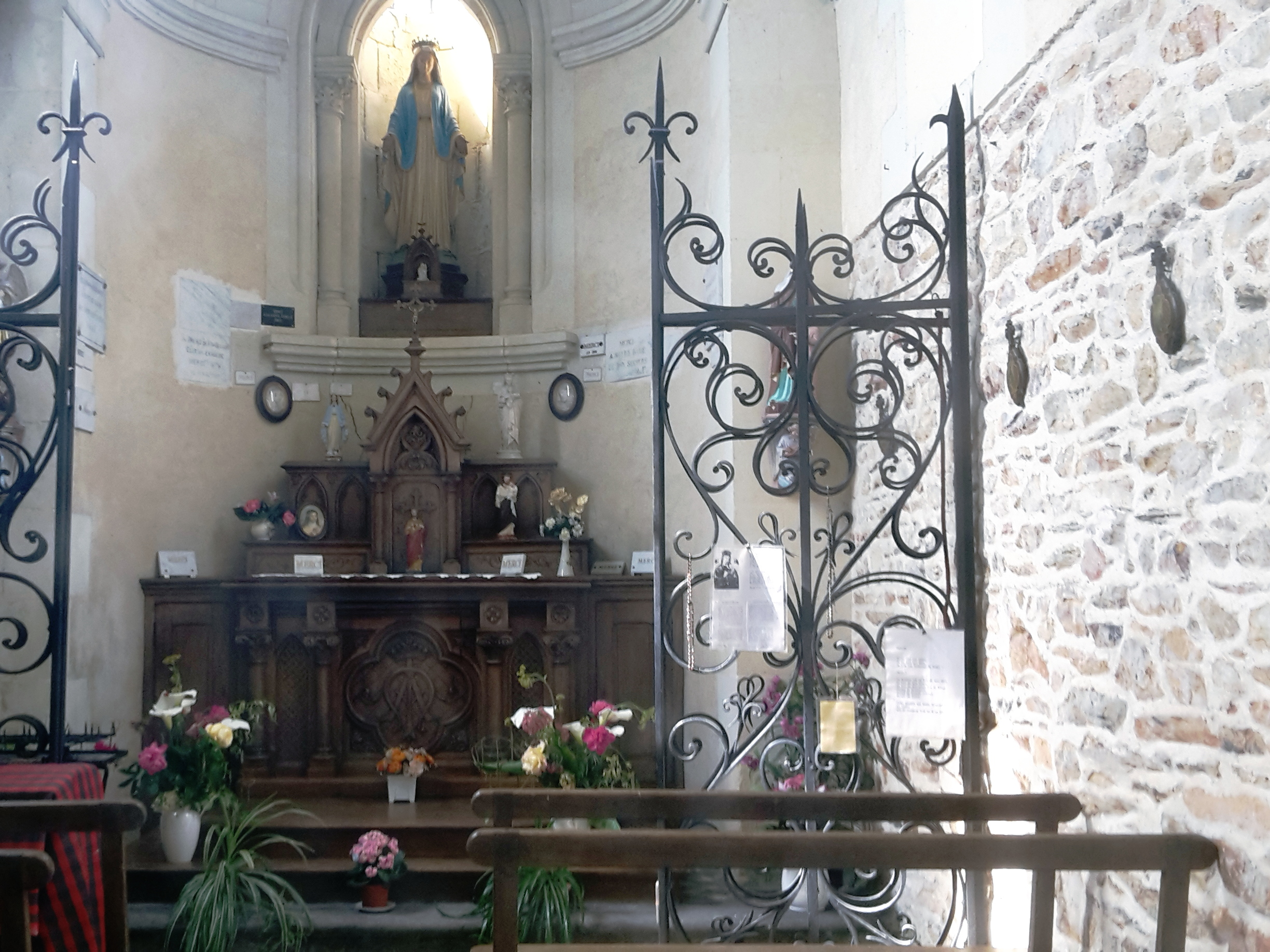
Intérieur de la chapelle de la Babinais.

#### Châteaux et manoirs
La commune de Loiré comprend un nombre important de petits châteaux et manoirs de plaisance. Les édifices d'origine médiévale et à fonction défensive occupent les hauteurs du nord de la commune, tandis que les demeures d'agrément (Rivière-d'Orvaux, Vallière, les Noyers) se trouvent dans la vallée de l'Argos. Les châteaux de Loiré sont tous privés, fermés à la visite et dissimulés derrière de grands parcs.

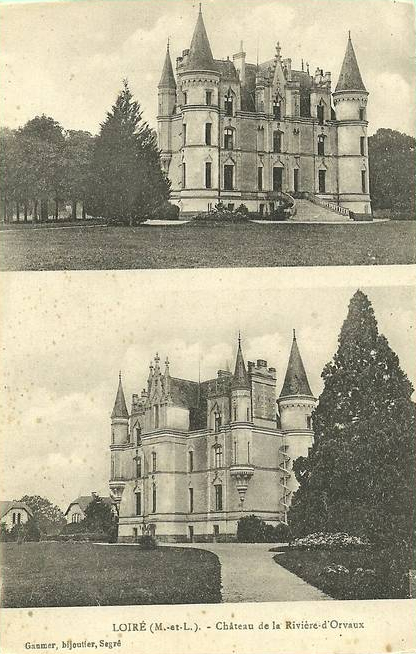
Le château de la Rivière-d'Orvaux au début du XX.

Le château du Gué, situé près du bourg, a été le plus important château de la commune par son Histoire, car devenu progressivement le siège des seigneurs de Loiré au XVIIe siècle en remplacement du Château plus ancien de la Motte-Cesbron. La famille d'alors, les Gabory seigneur de la Lande, acquis le 1er octobre 1615 le château du Gué. C’est lui-même, Jehan GABORY demeurant initialement au château de la Bigeottière marié à Françoise PIHU dame de La Grée , qui entrepris la construction du pavions principale. Cet édifice fut terminé en 1642, comme le témoigne une inscription gravée sur une lucarne du pavillon. Le château prend alors la forme d'un U, avec un logis principal flanqué de deux ailes terminées par des tourelles. Une chapelle, dédiée à Notre Dame de Pitié et Saint Jean Baptiste est également ajoutée en 1647. La propriété est agrandie par Clovis Louis BRILLET baron de CANDÉ qui fit construire en 1849, comme on peut l’apercevoir écrit à droite de la porte des écuries, la ferme et les servitudes actuelles_du Gué ainsi qu'entre 1853 et 1855 les murs de clôture du parc et les deux porteries. Clovis BRILLET de CANDÉ fut élu maire de Loiré le 20 août 1848 jusqu’à sa mort. C'est Fernand Martin de Marolles qui entreprit, dans les années 1920, l’agrandissement du Gué actuel, en supprimant l’aile Est tout en gardant le petit Gué et en élevant la partie centrale. Le parc paysager, comprenant une orangerie et une bergerie, est réalisé à partir de 1877 sur des plans de Denis et Eugène Bühler architecte-paysagiste de Paris. Dans la même famille depuis 1615.
Le château de la Rivière-d'Orvaux. Il a été construit dans les années 1860 sur des plans de René Hodé, architecte angevin connu pour ses réalisations néogothiques, qui comprennent par exemple le château de Challain-la-Potherie. Le château de la Rivière-d'Orvaux remplace un manoir mentionné dès 1409, et démoli vers 1860 par son propriétaire, Anatole Turpin de Crissé, pour faire place à un logis plus grand et moins rustique. Il fait également construire les divers éléments du domaines, comme un moulin à eau sur l'Argos, un moulin à vent aujourd'hui disparu, une métairie et des communs. Le château est tout à fait typique de l'œuvre de René Hodé, avec son plan rectangulaire ponctué par quatre tourelles d'angle, sur lesquels sont plaqués des décors de style troubadour : accolades, faux mâchicoulis et pinacles. Le gros œuvre est en mœllons de schiste enduit tandis que les tourelles et les ouvertures sont en tuffeau de taille.
Dans le bourg, le château des Noyers a été construit de 1845 à 1847 pour Magdelon-Hyacinthe du Buat. Il remplace un manoir détruit à la Révolution. Les communs conservent une habitation du XVIIe siècle. L'édifice rectangulaire a des baies encadrées de tuffeau. Le parc est traversé par l'Argos.
Le château de la Ferté est situé au nord de la commune, sur les hauteurs. Le site est d'abord occupé par une motte médiévale, et le château actuel a été construit au XIXe siècle. La partie centrale du logis a été construite par le baron Turpin de Crissé au début du siècle, à son retour d'émigration, et la partie est ainsi que les communs ont été ajoutés par Clovis-Antoine Brillet de Candé en 1845. Ce dernier a aussi dessiné les plans du parc paysager. La partie ouest a été construite vers 1900. L'édifice est davantage une grande maison de maître qu'un véritable château et il ne possède pas de trait architectural marquant en dehors de la partie est, réalisée dans un style néogothique et qui renferme une bibliothèque en boiserie.

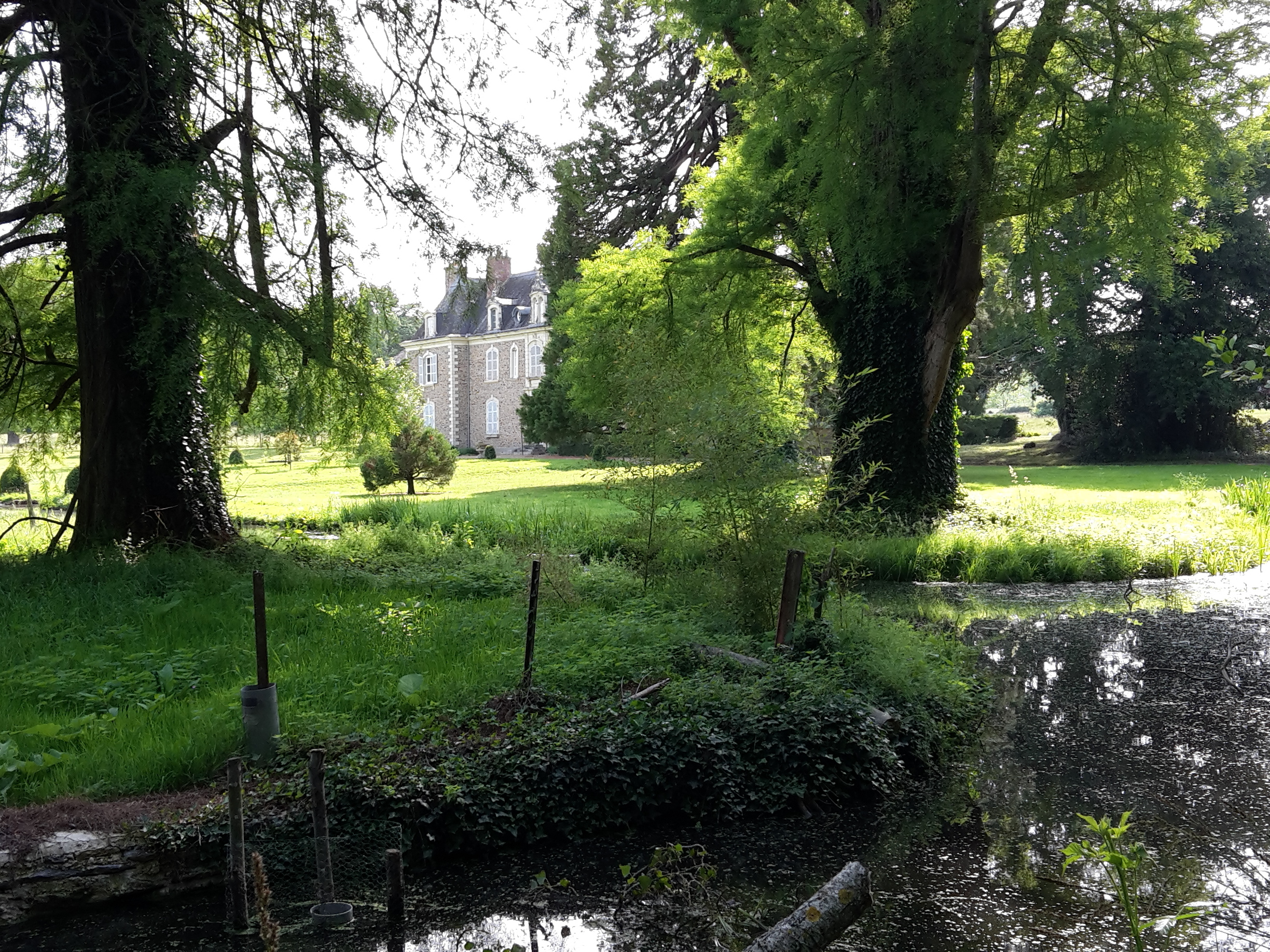
Le château de Vallière au bord de l'Argos.

Le château de Vallière a été construit vers 1765 par Joseph-Charles-François de Hellaut et son épouse Anne-Agathe-Luce de Barin. Il remplace un manoir plus ancien qui occupait lui-même l'emplacement d'une motte castrale du Moyen Âge. L'édifice a été remis au goût du jour en 1868 avec le remplacement de lucarnes et la modification des façades des communs. Le domaine a été complètement remanié à cette même période, avec la démolition du moulin à eau et du moulin à vent, et la construction d'une faisanderie, d'une orangerie et de serres. Le parc paysager a été imaginé par Auguste Killian en 1867. Il a nécessité le détournement de l'Argos afin que la rivière traverse la prairie du château, et ces travaux n'ont été finalisés qu'à la fin du XXe siècle, lors des remembrements. Le château est entouré de douves décoratives, probablement creusées au XVIIIe siècle. Il comprend un logis central et deux pavillons latéraux.
La Roche d'Iré possédait au Moyen Âge un château à motte entouré de trois rangs de douves ainsi qu'un prieuré. Le château est en ruine totale au XVIIe siècle, et le prieuré est lui aussi ruiné à la fin du XVIIIe siècle. Le domaine comprend toujours un logis du XVIe siècle, qui faisait partie du prieuré. Frédéric Parage, propriétaire du lieu au milieu du XIXe siècle, a fait aménager un parc par Auguste Killian. Il projetait également de reconstruire un château près de la motte médiévale, mais ce n'est qu'à la fin du XXe siècle qu'une demeure de style néoclassique est construite.
La commune de Loiré comprend trois manoirs transformés en fermes. Celui des Verries comprend un logis du XVIIIe siècle, une aile du XVIe siècle flanquée d'une tour et des parties agricoles du XIXe siècle. Le manoir de Marcé, remontant au XVe siècle, subsiste en partie. Il possède un lavoir du XIXe siècle. Le manoir de la Fougeraie, ou Foucheraie, a vraisemblablement été construit au XVIe siècle. La partie est, qui semble être le logis primitif du manoir, repose sur une structure plus ancienne qui daterait du XIVe siècle.

#### Patrimoine civil
L'ancien domaine de la Roche d'Iré, qui était vaste de 505 hectares, a été profondément remodelé au milieu du XIXe siècle par Frédéric Parage. Ce dernier était un agronome de renom, membre puis président de Société industrielle et agricole d'Angers et de Maine-et-Loire. Il a fait construire ou reconstruire les fermes du Tremblay, de la Porte, la Botelleraie, la Rénaie, la Vieille-Ville, Sauconnier, la Plineraie, le Petit-Aulnay, la Chaussée, le Lattay, la ferme du château de la Roche d'Iré, la Ricaudaie, la Daviaie, Champ-Forain et la Boussinaie. Ces fermes conservent une architecture traditionnelle en schiste mais les ouvertures sont encadrées de brique mécanique industrielle.
Dix-sept moulins ont été recensés à Loiré entre le XVe siècle et le XIXe siècle. Cinq étaient des moulins à eau, six des moulins à vent, deux des moulins à huile à traction animale ; les autres n'ont pas été identifiés. Le seul encore existant est le moulin à eau de la Rivière-d'Orvaux, reconstruit en 1866 par René Hodé.

### Patrimoine naturel
Le territoire de la commune présente partiellement un intérêt écologique reconnu par un classement en zone naturelle d'intérêt écologique, faunistique et floristique (ZNIEFF) de type I et de 2e génération; ce classement ne s'accompagne d'aucune mesure de protection réglementaire. Le territoire communal de Loiré comprend une ZNIEFF en totalité et une troisième ZNIEFF partiellement.
La zone Bois de la Vallière est une ZNIEFF de type I. Elle couvre 5,2 hectares et correspond à une petite forêt située dans la vallée de l'Argos, près du château de Vallière. La forêt comprend un boisement sec dans la partie nord, tandis que le sud est plus humide, et cela toute l'année grâce à la présence de sources. Cette partie humide comprend un ensemble important de ptéridophytes, qui comprend deux espèces protégées : dryopteris à odeur de foin et polystic à frondes soyeuses.
L'osmonde royale, une autre espèce de fougère protégée, est également observable. Les autres espèces végétales déterminantes de la ZNIEFF sont la laîche lisse, la laîche paniculée, la dorine à feuilles opposées et le dryoptéris écailleux. La faune comprend plusieurs espèces de libellules : le caloptéryx vierge, le caloptéryx éclatant, l'agrion élégant, l'anax empereur, le pennipatte orangé, le pennipatte bleuâtre, le sympétrum méridional et la libellule déprimée.

Spécimens de la flore et de la faune de Loiré.
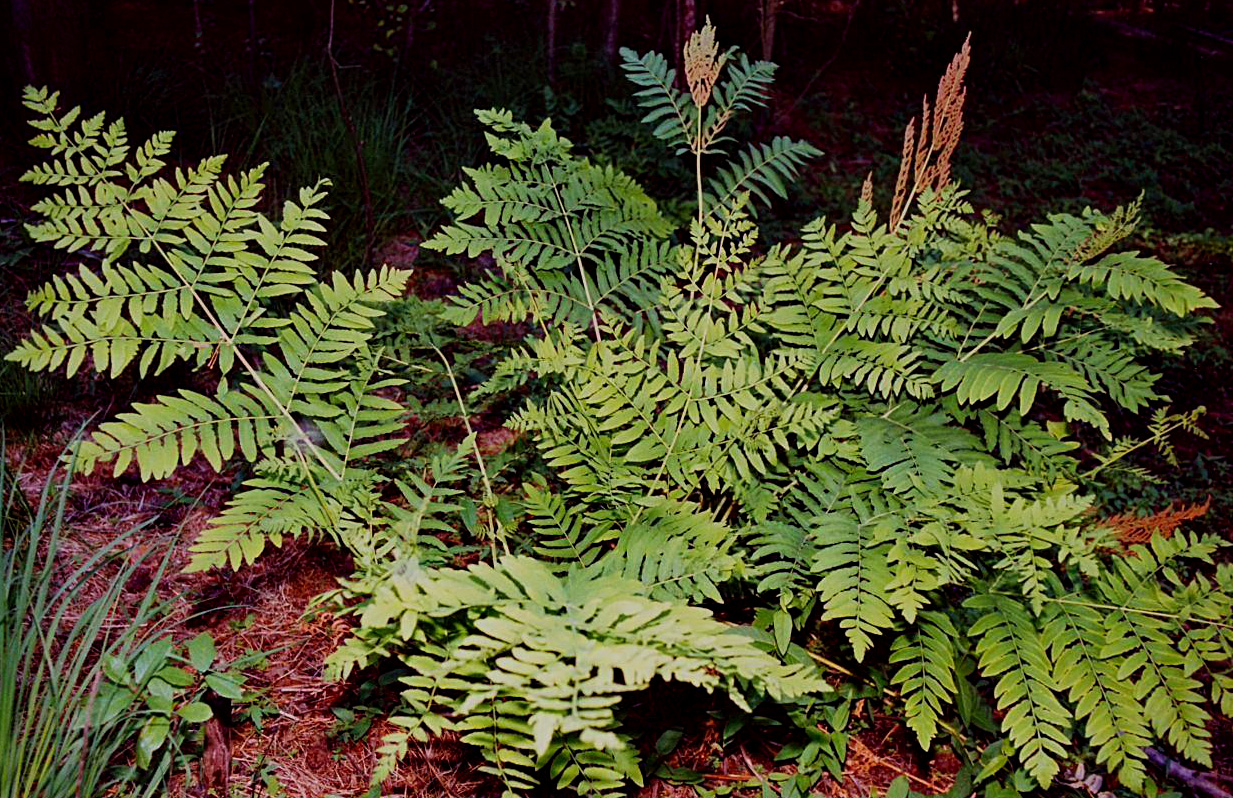
Osmonde royale.
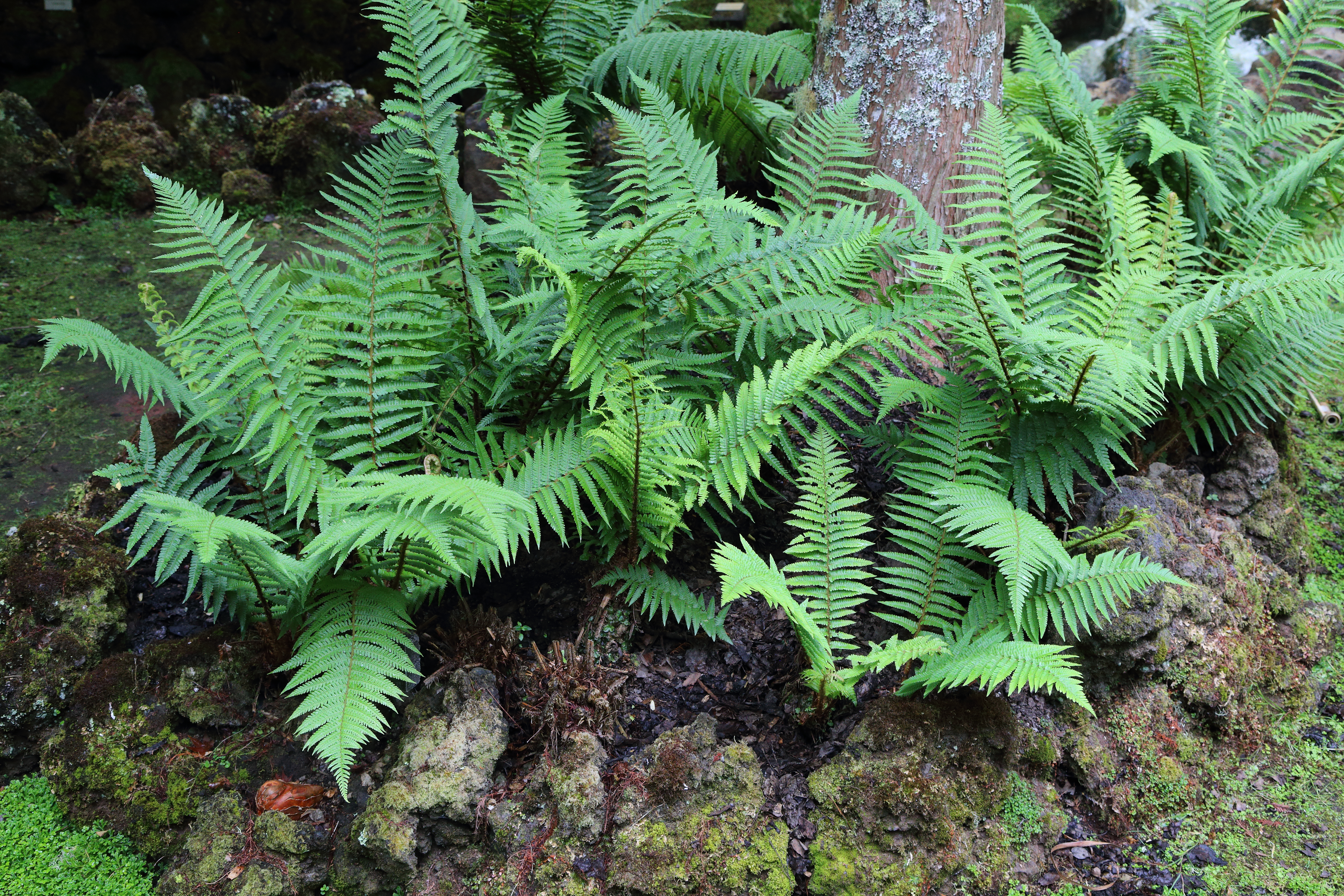
Dryoptéris éclatant.
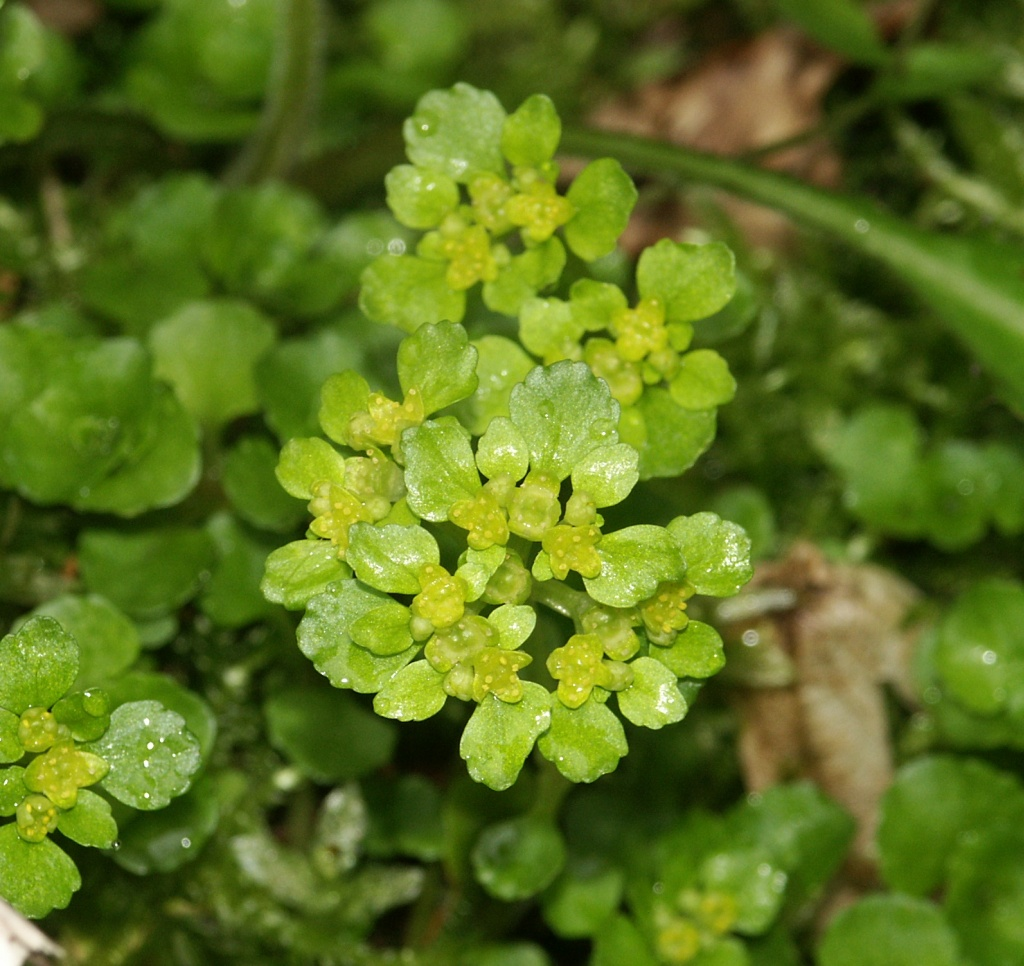
dorine à feuilles opposées.
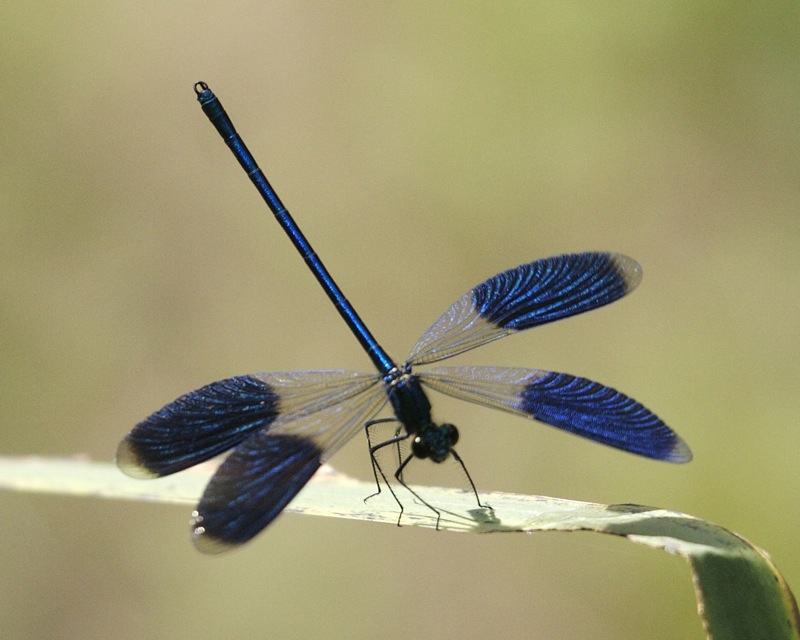
caloptéryx éclatant.
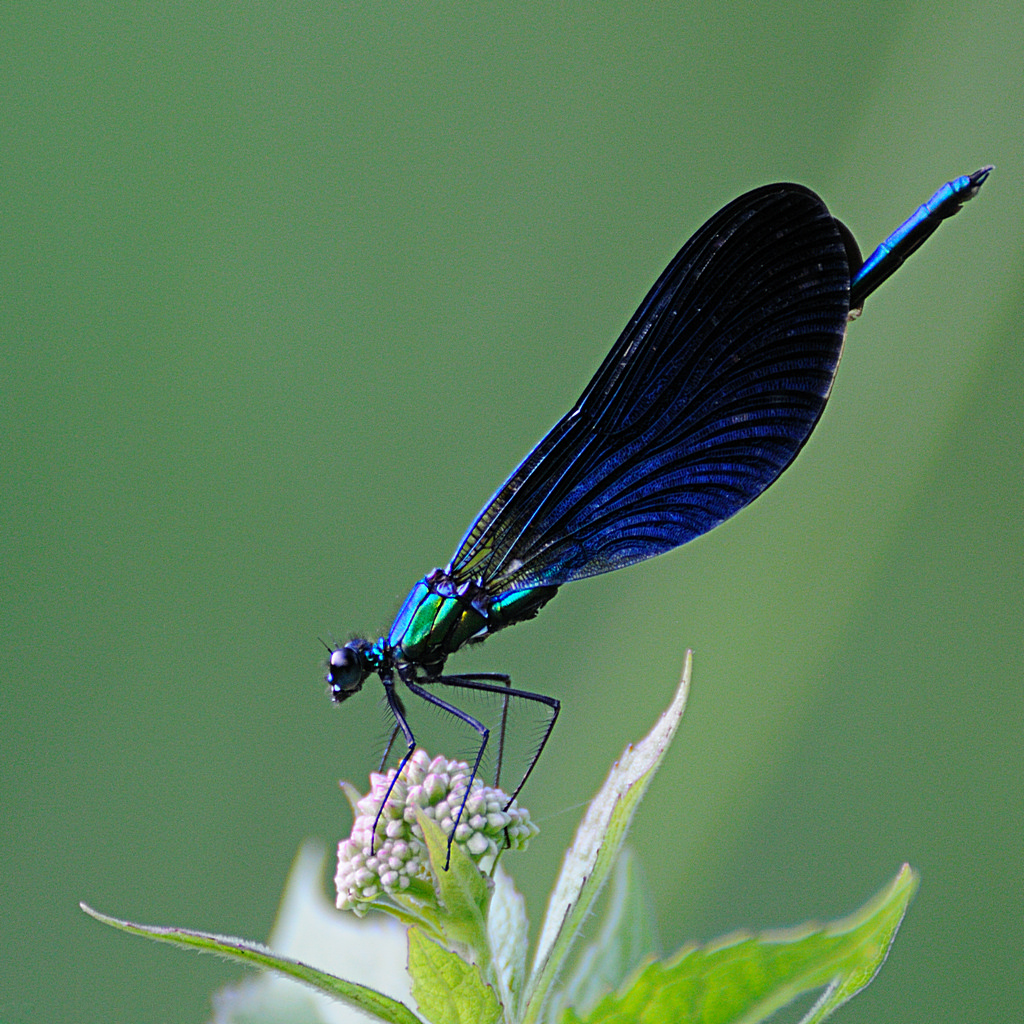
caloptéryx vierge.

### Personnalités liées à la commune

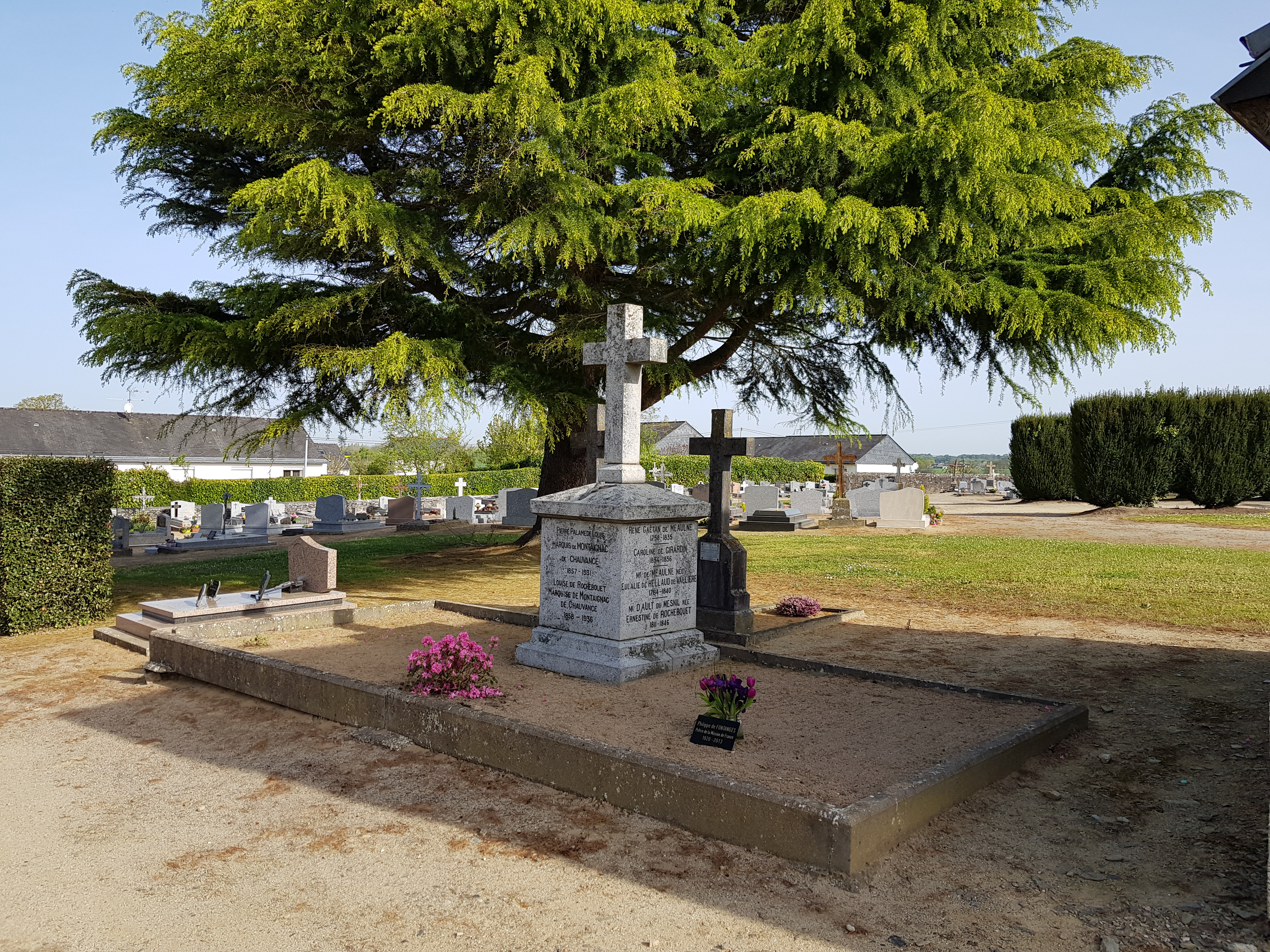
Tombe de Gaëtan de Rochebouët.

- Gaëtan de Rochebouët (1813-1899), homme politique français, général et président du Conseil, est enterré dans le caveau familial situé dans le cimetière de la commune.
- René de Reboul (1890-1968) général de cavalerie français, né et décédé sur la commune.

## Pour approfondir